# Mirabellplatz
Der Mirabellplatz ist ein Platz in der österreichischen Stadt Salzburg. Er gehört zu Teilen zur rechten Altstadt sowie zum Stadtteil Neustadt. Der Name leitet sich vom anliegenden Schloss Mirabell her. Der ehemals repräsentative, heute verkehrsreiche Platz ist örtlich bekannt für die dort befindliche Ändräkirche sowie für den Schrannenmarkt, einen der größten Wochenmärkte Österreichs.

## Lage und Bezeichnung
Der Mirabellplatz liegt geteilt zwischen Altstadt (Westseite, Hausnummern 1 bis 4) und dem Stadtteil Neustadt (Ostseite, Hausnummern 5 bis 10), die Stadtteilgrenze verläuft entlang der durchziehenden Straße. In seiner nördlichen Hälfte erweitert sich der Platz nach Osten und erstreckt sich quadratisch über etwa drei Häuserlängen, sodass der Platz insgesamt die Form des Buchstabens P aufweist. Begrenzt wird diese Erweiterung an ihrer Nordseite von der Hubert-Sattler-Gasse, östlich von der Faberstraße und südseitig von der Schrannengasse.
Am schmalen südlichen Ende des Platzes mündet vom Makartplatz kommend die Dreifaltigkeitsgasse ein und Richtung Osten geht die Paris-Lodron-Straße ab. Auf der Westseite des Platzes gibt es zwei Zugänge zum Mirabellgarten, nördlich derer das Schloss Mirabell steht. Wiederum nördlich von diesem – an der Nordwest-Ecke des Platzes – führt die Rainerstraße Richtung Hauptbahnhof weiter, und nach Westen zweigt der Bernhard-Paumgartner-Weg ab, ein Fußweg Richtung Salzach, der hier die nördliche Grenze zwischen Altstadt und Neustadt bildet und den Mirabellgarten vom Kurgarten trennt. Die Nordseite des Mirabellplatzes hat eine Länge von rund 160 m, die Westseite von etwa 210 m, und die erweiterte Ostseite misst an die 110 m. Seine Fläche beträgt insgesamt rund 34.000 m². Der Platz ist überwiegend Verkehrsfläche.
Der Name des Platzes ist historisch und übertragen vom anliegenden Schloss Mirabell. Das 1607 errichtete Gebäude wurde in seiner ursprünglichen Bauform zuerst Altenau und erst einige Jahre später nach seinem Umbau Mirabell genannt. Die Bezeichnung Mirabellplatz findet sich zumindest seit 1794 und bezeichnete ursprünglich nur den schmalen Bereich des Platzes vor Schloss und Garten ohne seine östliche Ausbreitung. Dieser verbreiterte Teil des Platzes wird von eingesessenen Salzburgern bis heute verschiedentlich auch Andräplatz oder Schrannenplatz genannt. Die Bezeichnung Andräplatz leitet sich von der in der Mitte befindlichen Andräkirche her, die auch Namensgeber für das Andräviertel ist, was Einheimische bevorzugt als Bezeichnung für den Stadtteil Neustadt verwenden. Die Bezeichnung Schrannenplatz ist entweder aktuell durch den wöchentlich hier stattfindenden Schrannenmarkt motiviert oder ist historisch zu verstehen als Fortsetzung dieser schon auch früher verwendeten Benennung, da sich die städtische Schranne hier befunden hat. Beide Bezeichnungen sind inoffiziell, alle hier den Platz abschließenden Häuser haben Hausnummern der drei begrenzenden Straßen.

## Geschichte und abgegangene Bauwerke

### Bauten des 17. und 18. Jahrhunderts

#### Wehrbauten

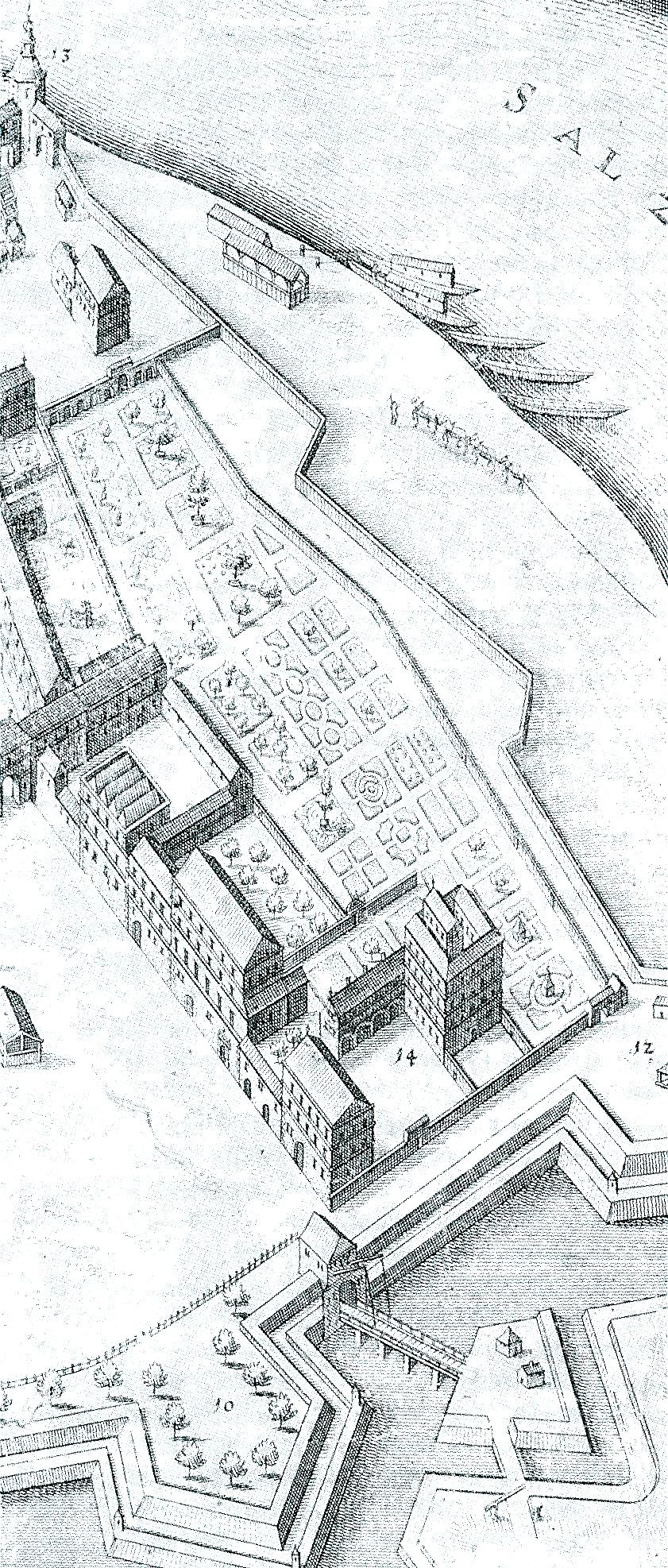
Schloss Altenau von Norden; im Vordergrund das Mirabelltor und links die St. Virgils-Bastei (Ausschnitt einer Karte von 1643)

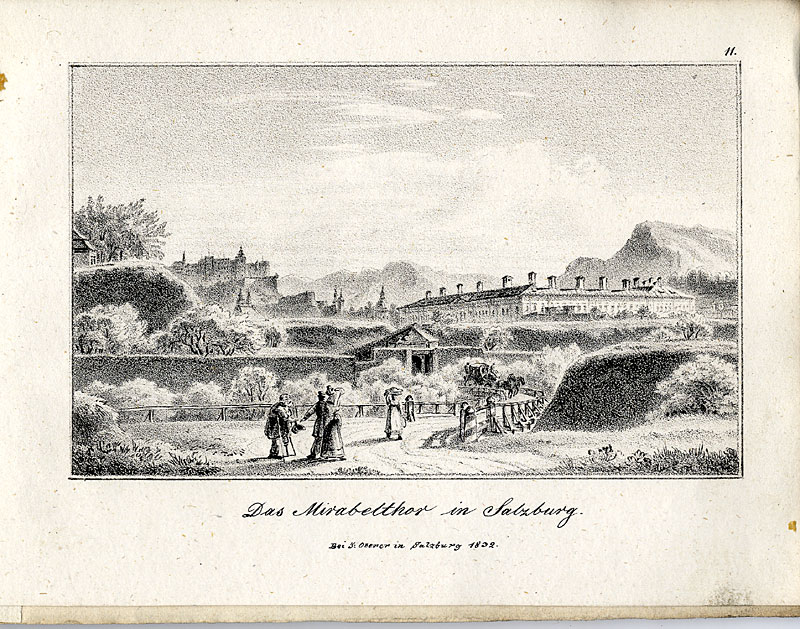
Romantisierte Abbildung des Mirabelltors von 1832

Die Gegend um den jetzigen Mirabellplatz lag bis kurz nach Errichtung der Schlossanlage Mirabell 1607 außerhalb der Stadtmauer, die entlang der heutigen Paris-Lodron-Straße verlief und in Resten noch vorhanden ist. Das Gelände, das umliegend als Burgfeld bezeichnet wurde, war in zahlreiche Privatgrundstücke geteilt, die vielfach als Obst- und Gemüsegärten genutzt wurden und auf denen auch Gebäude standen.
Erst mit dem Bau der Lodronschen Stadtbefestigung ab 1620 kam das Gebiet um das Schloss in einen wehrgeschützten Bereich, um es im Dreißigjährigen Krieg gemeinsam mit dem Rest der Stadt vor Feindeinfall zu bewahren. Unmittelbar nördlich des heutigen Platzes entstanden eine Ummauerung und die Bollwerke und Bastionen des rechtsufrigen Stadtbereichs, die von der Salzach bis zum Kapuzinerberg verliefen und nördlich bis östlich des heutigen Mirabellplatzes einen 90-Grad-Bogen beschrieben. Der Verlauf ist heute noch an den Straßenzügen von Franz-Josef-Straße und Auerspergstraße nachzuvollziehen. Das für die Wehranlage benötigte Areal, eine Fläche bestehend aus „8 Häuser, 1 Lusthäuschen, 19 Städel und Ställe (kleinere Nebengebäude ungerechnet), 15 Gärten und etwa 30 andere Grundstücke“, war den privaten Besitzern um insgesamt etwa 40.000 Gulden abgelöst worden. Die gesamte Befestigungsanlage wurde 1862, da nicht mehr der fortgeschrittenen Wehrtechnik entsprechend, abgetragen. Die Steine wurden zur Aufschüttung der Wehrgräben und für die Regulierung der Salzach etwa im Bereich zwischen Staatsbrücke und Eisenbahnbrücke verwendet.

#### Lodron-Tor
Bis an das südliche Ende des Platzes heran erstreckte sich in der Dreifaltigkeitsgasse linker Hand – mit einem Rest davon bis heute – der Paris-Lodronsche Primogeniturpalast. Am Ende der Gasse war an diesem rechts abgewinkelt ein Tor angebaut, das man zum Mirabellplatz passieren musste. Das Tor harmonisierte in seiner Bauweise mit den noch heute bestehenden beiden Eingängen des Palasts. Es hatte die inoffizielle Bezeichnung Lodron-Tor, heute finden sich auch – analog zu anderen durch Gebäude durchführenden Toren in der Stadt – die Bezeichnungen Lodronbogen sowie nach einem späteren Besitzer Mitterbach(er)bogen.
Das Tor stand an der Stelle des vormaligen Bergstraßentors der alten Stadtmauer entlang der heutigen Paris-Lodron-Straße und hatte eine Durchfahrtsbreite von „10 Schuh, 9 Zoll“,
was etwa 3,6 Metern entspricht. In den 1640er Jahren entstand an der gegenüberliegenden Straßenseite am Beginn der jetzigen Paris-Lodron-Straße der Lodronsche Sekundogeniturpalast, der mittels einer Brückenkonstruktion mit dem Primogeniturpalast verbunden war und in die der Torbau integriert war. Das Tor wurde aus verkehrstechnischen Gründen 1891 abgetragen.

#### Mirabelltor
Gegenüberliegend an der Nordseite des Platzes am Beginn der heutigen Rainerstraße stand als Teil der Befestigungsanlage ein Torhaus, das Mirabelltor oder St. Virgilstor. Das Stadttor befand sich zwischen der St. Vitalis-Bastei westlich und der näheren St. Virgils-Bastei östlich von ihm. Der Bau dieses Abschnittes der Wehranlage begann 1623.
Der Torbau hatte zwei Obergeschoße, die bis etwa in die 1780er Jahre als militärisches Gefängnis dienten. In einer Nische stand eine Statue des hl. Virgil, eine weiße Marmortafel trug die Inschrift
| D. VIRGILII HONORI SUORUM CIVIUM SALUTI SUO IN CIVES AMORI | HAEC CONDIDIT MAENIA PARIS EX COM. LODRON ARCHIEP. ET PRINCEPS |
| ANNO M DC XXVII                                            |                                                                |

Westlich an das Mirabelltor war zum Schloss hin und mit diesem verbunden ein Gebäude angebaut, das sog. Mirabellstöckl, das die Schlosswache beherbergte.
Unmittelbar außerhalb des Tors befanden sich über dem Wassergraben eine Zugbrücke und nach einem zu überwindenden kleinen, isolierten Landstück eine weitere Brücke aus Holz. Den Abschluss (bzw. von außen den Beginn) der Torbefestigung bildete ein hölzernes Gittertor, an der ein Spanischer Reiter und eine Schildwache stand. Außerhalb des Tors befand sich auch die Wohnung des Torwächters.
Der Weg durch das Tor führte nach Norden Richtung Itzling und Bergheim, wiewohl es sich um keine Hauptverbindung nach Norden handelte. (Diese führte links der Salzach Richtung Laufen auf der heute bayerischen Seite.) Etwa 400 m hinter dem Tor begann der Pilgerweg auf den Plainberg. Die Straße wurde im Volksmund als Plainer Weg bezeichnet und entspricht etwa – nach einem Stück der heutigen Rainerstraße – der jetzigen Plainstraße.
Das Torhaus wurde noch 1846 restauriert, bevor es 1862 mit den anderen Wehrbauten abgerissen wurde.

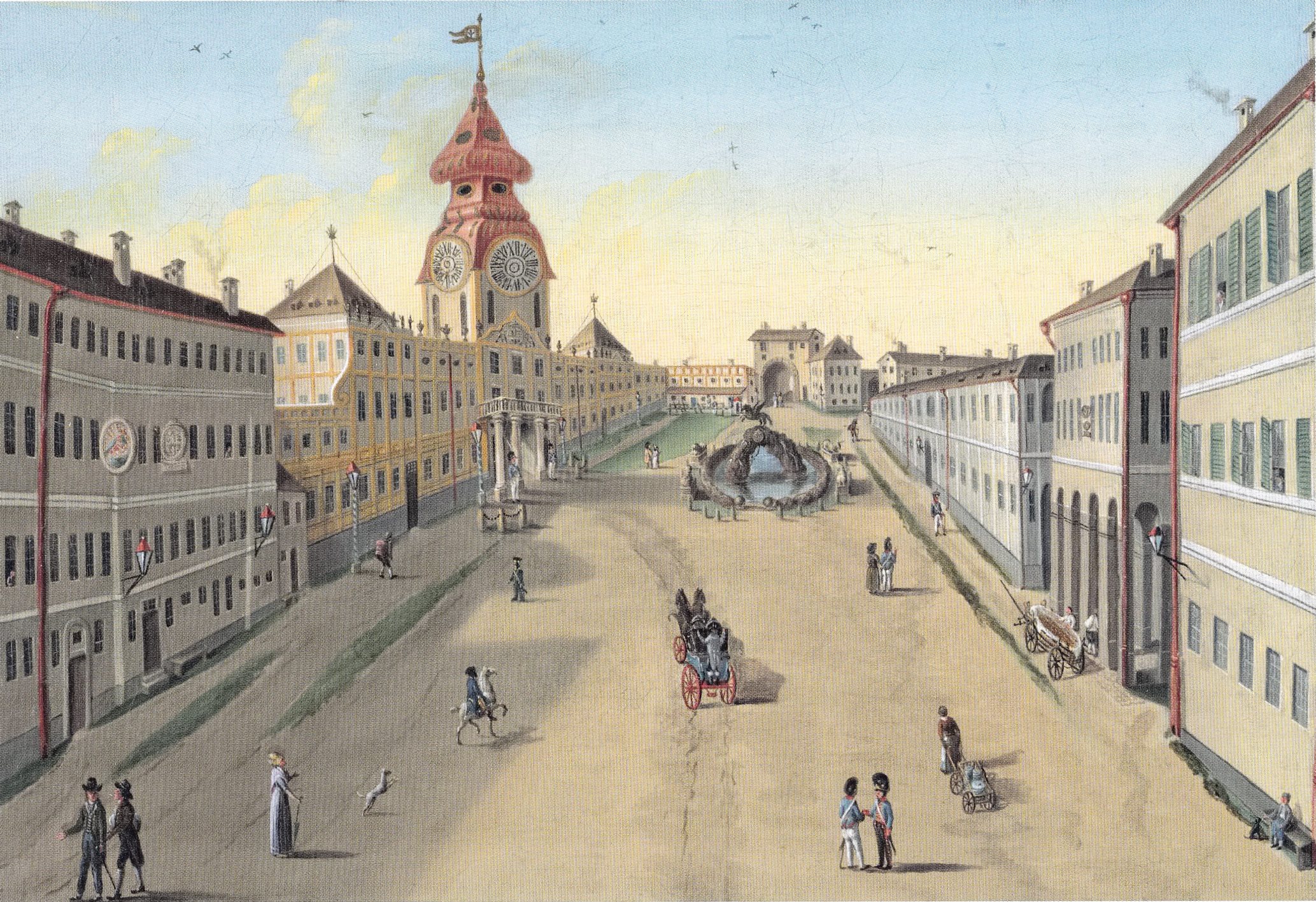
Mirabellplatz um 1800, links das Schloss Mirabell vor dem Stadtbrand von 1818 und rechts die Neue Thürnitz

#### Neue Türnitz (Mirabellkaserne)
Von 1695 bis 1697 entstand unter Erzbischof Johann Ernst Graf Thun im nördlichen und nordöstlichen Bereich des heutigen Mirabellplatzes und etwas darüber hinaus innerhalb der Wehrbauten die sog. Neue Türnitz, auch Mirabellkaserne genannt. Es war eine Wohnkaserne für etwa dreihundert auf Lebenszeit angeworbene Soldaten mit ihren Familien – eine aus Platzgründen notwendig gewordene Erweiterung der (Alten) Türnitz oder Grieskaserne am linken Salzachufer der Altstadt, welche 1641–1654 als ständige Unterkunft für Mitglieder des damals neu aufgestellten stehenden Heers errichtet worden war.
Die Neue Türnitz, insgesamt an die 300 m lang, erstreckte sich entlang der Wehrmauer und bestand aus drei aneinandergereihten Gebäuden – die beiden äußeren einstöckig und kürzer, das mittlere zweistöckig und etwa doppelt so lang wie die äußeren. Die beiden außenliegenden Gebäude waren mittels Rundbogentore mit dem Mittelbau verbunden, dieser verfügte über einen Rohrbrunnen aus Marmor mit einem Wappen der Erbauer. Über dem Brunnen befand sich eine ebenfalls marmorne Tafel mit folgender Inschrift:

„IOANNES ERNESTUS D. G. ARCHIEPS
 
ET PRPS SALISB EX S.R.I. COMIT DE THUN.

S. SED. APOST: LEG. NATUS GERM. PRIM. &C. &C.

SINGULARI ERGA MILITES BENIGNITATE NEC NON COMMODO 

PUBLICO MOTUS HAEC AEDIFICIA FUNDITUS EXTRUI IUSSIT

ANNO MDCXCVII. REGIMINIS VERO SUI ANNO Xo

VON DER EHEMALIGEN MIRABELLKASERNEN [...]“

„Johann Ernst, von Gottes Gnaden Erzbischof und Fürst von Salzburg, aus dem Grafengeschlecht des Heiligen Römischen Reiches von Thun, Geborener Legat des Heiligen Apostolischen Stuhls, Primas von Deutschland etc. etc., hat, bewegt durch seine einzigartige Güte gegenüber den Soldaten, aber auch zum öffentlichen Vorteil, angeordnet, dass diese Gebäude von Grund auf errichtet werden; im Jahre 1697, aber im 10. Jahr seiner Regierung. Von der ehemaligen Mirabellkaserne, [...].“

Über der Tafel befand sich ein mit einem eisernen Gitter versehener Balkon auf Konsolen und darüber war der Giebel mit Stuckornamenten verziert, die verschiedene Waffen darstellten.
Nach dem hochfürstlichen Salzburger Militär war während der Zugehörigkeit Salzburgs zum Königreich Bayern 1803 bis 1816 das bayerische Militär hier einquartiert. Mit dem anschließenden Übergang Salzburgs zum Kaisertum Österreich zog am 11. Mai 1817 das dritte Bataillon des k. u. k. 59. Infanterieregiments, das sog. Rainerregiment, in die Neue Türnitz ein. Nach diesem Regiment ist die heutige Rainerstraße benannt.
Die Neue Türnitz wurde beim großen Brand der rechtsufrigen Stadt 1818 großteils zerstört, die ruinösen Teile trug man erst fünf Jahre später ab. Das Wappenrelief befindet sich heute im St. Peter Stiftskeller.

#### Hofstallungen und Pferdeschwemme

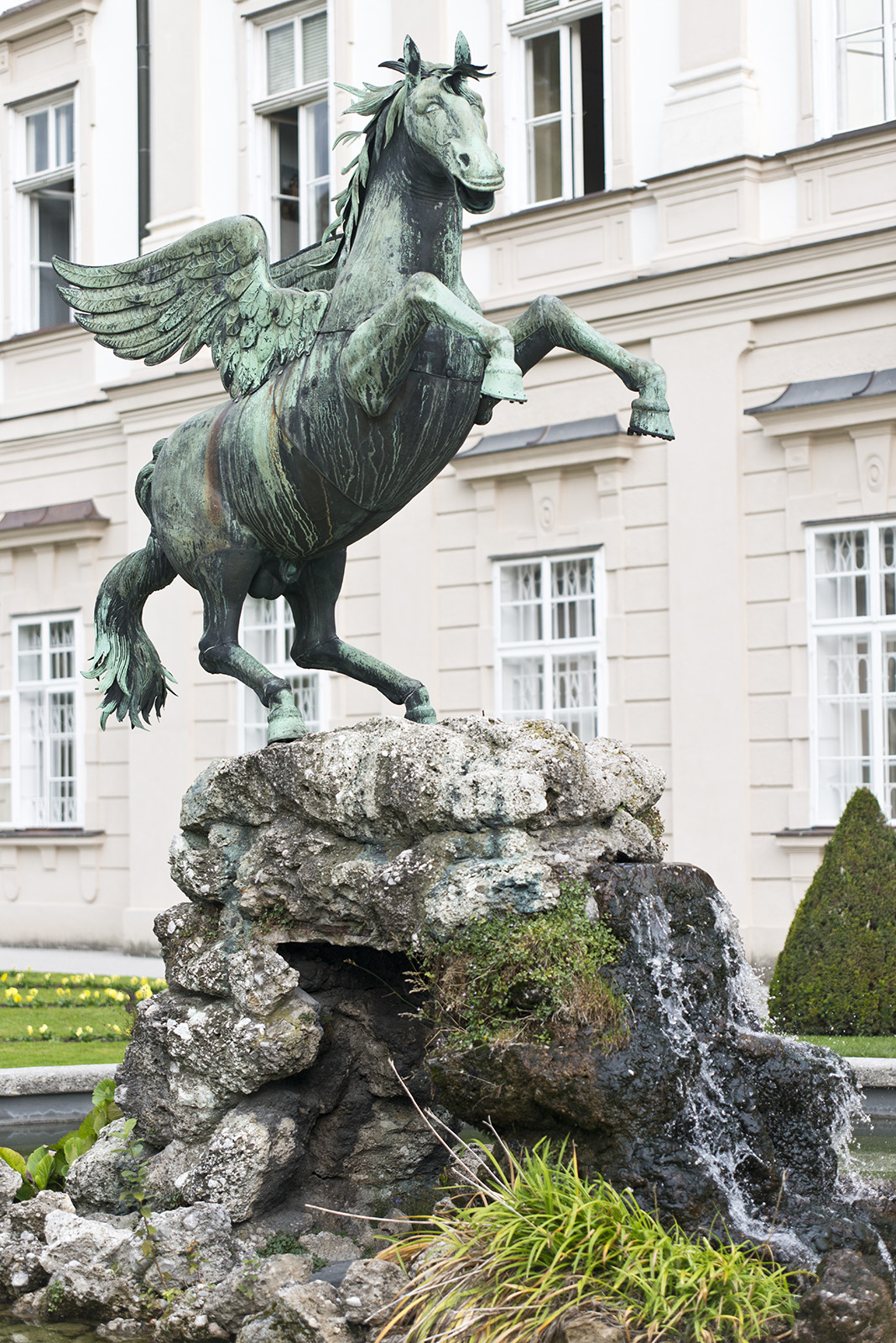
Die Pegasusstatue stand bei der Pferdeschwemme auf dem Mirabellplatz

Im nördlichen Bereich des Platzes gegenüber dem Schloss befanden sich die Stallungen für die „hochfürstlichen Carabiniers“, also für mit Karabiner ausgerüstete Soldaten der fürsterzbischöflichen Streitkräfte. Der unter Erzbischof Max Gandolf von Kuenburg 1684 errichtete Bau hatte ein Ausmaß von 200 mal 40 Fuß und besaß auf allen vier Seiten ein Portal, über dem jeweils ein erzbischöfliches Wappenschild angebracht war. Die Stallung erhielt mit dem Bau der Mirabellkaserne zusätzliche Bedeutung. Neben dem Pferdestall samt Futterlager diente das Gebäude auch als Wagenremise. Nach einem nach 1818 erfolgten Umbau übersiedelte das Hauptzollamt vom Residenzplatz hierher und blieb bis zum Abbruch des Gebäudes im Jahr 1898.
Zwischen Schloss und Stallgebäude wurde auf dem Platz unter dem nachfolgenden Erzbischof Johann Ernst Graf Thun eine Pferdeschwemme aufgestellt, die auf den vier Seiten von zwei marmornen Löwen und zwei Einhörnern umgeben war. Die Schwemme wurde 1730 mit einer schon 1661 vom Innsbrucker Metallgießer Kaspar Gras geschaffenen Pegasusstatue versehen, die zuvor in der Kapitelschwemme auf dem Kapitelplatz gestanden war. Die Skulptur aus Kupferblech war nach dem Brand von 1818 bis 1859 auf dem Makartplatz aufgestellt, geriet dann in Vergessenheit, ist aber seit 1913 die Brunnenfigur des Pegasusbrunnens im Mirabellgarten. Gleich daneben finden sich heute auch die beiden Löwenfiguren beim Aufgang in den Zwergelgarten sowie die Skulpturen der Einhörner neben den Stufen des Nordeingangs zum Mirabellgarten.

#### Schranne
Bereits ab 1696 war an der Stelle des heutigen Hauses Mirabellplatz 6 an der Ecke Mirabellplatz–Schrannengasse eine städtische Schranne gestanden, also ein Getreidelager, das in Krisenzeiten die Versorgung der Bevölkerung mit billigem Brot sicherstellen sollte. Es war ein „50 Schritte langes, 2 Geschosse hohes Gebäude, das nach Vorne auf Schwibbogen ruht, unter denen man durchfahren […] kann.“ Das Gebäude war unter Erzbischof Johann Ernst Graf Thun gebaut worden und trug das städtische und das erzbischöfliche Wappen. Das Lager fiel dem Brand von 1818 zum Opfer.
Südlich der erst wesentlich später errichteten Andräkirche stand ab 1788 die schon mehrere Jahre lang, im Auftrag der Landstände (etwa einer heutigen Landesregierung entsprechend) geplante, Schranne – ein Umschlagplatz und ebenfalls Getreidelager, das auf ein Volumen von 5000 Schaff Getreide ausgelegt war. Das hallenförmige Gebäude war unter Hieronymus Colloredo errichtet worden. Es handelte sich um ein „über 170 Fuß langes und etwa 100 Fuß breites Gebäude von 4 Geschossen mit Bastardfenstern. Es hat von unten bis an den Dachstuhl 2 übereinander erbaute Gewölbe von außerordentlich fester Bauart mit Aestrichboden, wirklich ein Muster von Architektur für diese Art von Gebäuden. Es hat nach allen 4 Seiten 4 hohe mit dem Ganzen proportionirliche Thore von Sandsteine in antikem Geschmacke.“
Facharchitektonisch wird es 1914 beschrieben als „mächtiges, grau verputztes Gebäude. Das im Verputze gequaderte Untergeschoß ist durch einen Sims von dem glatten, mit Ortsteinen eingefaßten Hauptgeschoß getrennt. Rechteckige Breitfenster in einfacher Steinrahmung, die nur bei den Mittelfenstern leicht geschwungen ist. In der Mitte aller vier Seiten graues, rundbogiges Steinportal, dessen Gewände durch diamantierte Querbänder rustiziert wird. Stark vortretendes Hauptgesims, darüber geringer Aufsatz mit breiter Attikatafel zwischen zwei seitlichen Pfosten. Inschrift: MDCCLXXXVIII.“ Ursprünglich war eine Gedenktafel mit lateinischer Inschrift geplant und sollte nach Vorschlag von Bauverwalter Franz Staiger lauten: „Rei publicae bono (Hieronymi principis) provido iussu – primi provinciae ordines – hoc annonae promtuarium – fieri fecerunt – MDCCLXXXVIII.“ Stattdessen verfügte die Landschaft 1790, dass die Inschrift deutsch zu sein habe und lauten solle: „Landschaftl. Getreidkasten erbaut im Jahr 1788“. Letztlich war nur die Jahreszahl angebracht.
Das Gebäude wurde beim Brand der Stadt 1818 nur teilweise beschädigt, ist aber erst 1833 wieder vollkommen hergestellt worden. In der zweiten Hälfte des 19. Jahrhunderts übersiedelte die davor auf dem Sigmundsplatz, dem heutigen Herbert-von-Karajan-Platz, befindliche Waage mit dem Heu- und Strohmarkt auf den Platz vor der Schranne. 1873 wurde die Halle von der Stadt Salzburg angekauft, und seit diesem Jahr ist auch die Schrannengasse nach diesem Gebäude benannt. Gegen Ende des Jahrhunderts begann sich hier auch der heutige Schrannenmarkt zu entwickeln.
Bei einem Bombenangriff auf die Stadt Salzburg am 17. November 1944 wurde das Schrannengebäude so stark beschädigt, dass es nach Kriegsende abgetragen wurde.

### 19. Jahrhundert und später

#### Der Mirabellplatz als Versammlungsort
Der Platz unmittelbar vor dem Schloss Mirabell und der Gartenanlage bis zur Dreifaltigkeitsgasse war zumindest bis zum Bau der Kaserne Rennbühel genannt worden. Der Wortteil -bühel erklärt sich aus dem Umstand, dass seinerzeit das Schloss Altenau auf einem Schwemmkegel der damals noch lange unregulierten Salzach errichtet wurde. Mit dem Bau der Neuen Türnitz verwendete man den Platz dann zum Exerzieren, aber auch noch lange danach zum Abhalten von militärischen Paraden und Aufmärschen, etwa bei Besuchen des bayerischen Königs oder des österreichischen Kaisers.
Daher ist für den Mirabellplatz auch die Bezeichnung Paradeplatz überliefert.
Aufmärsche militärischer und politischer Natur gab es auch wiederholt bis ins 20. Jahrhundert, so auch von der deutschen Wehrmacht und vom österreichischen Bundesheer. Auch fungiert der Platz bis heute als Sammel- und Ausgangspunkt für politische Demonstrationen.

#### Die Umgestaltung im 19. Jahrhundert

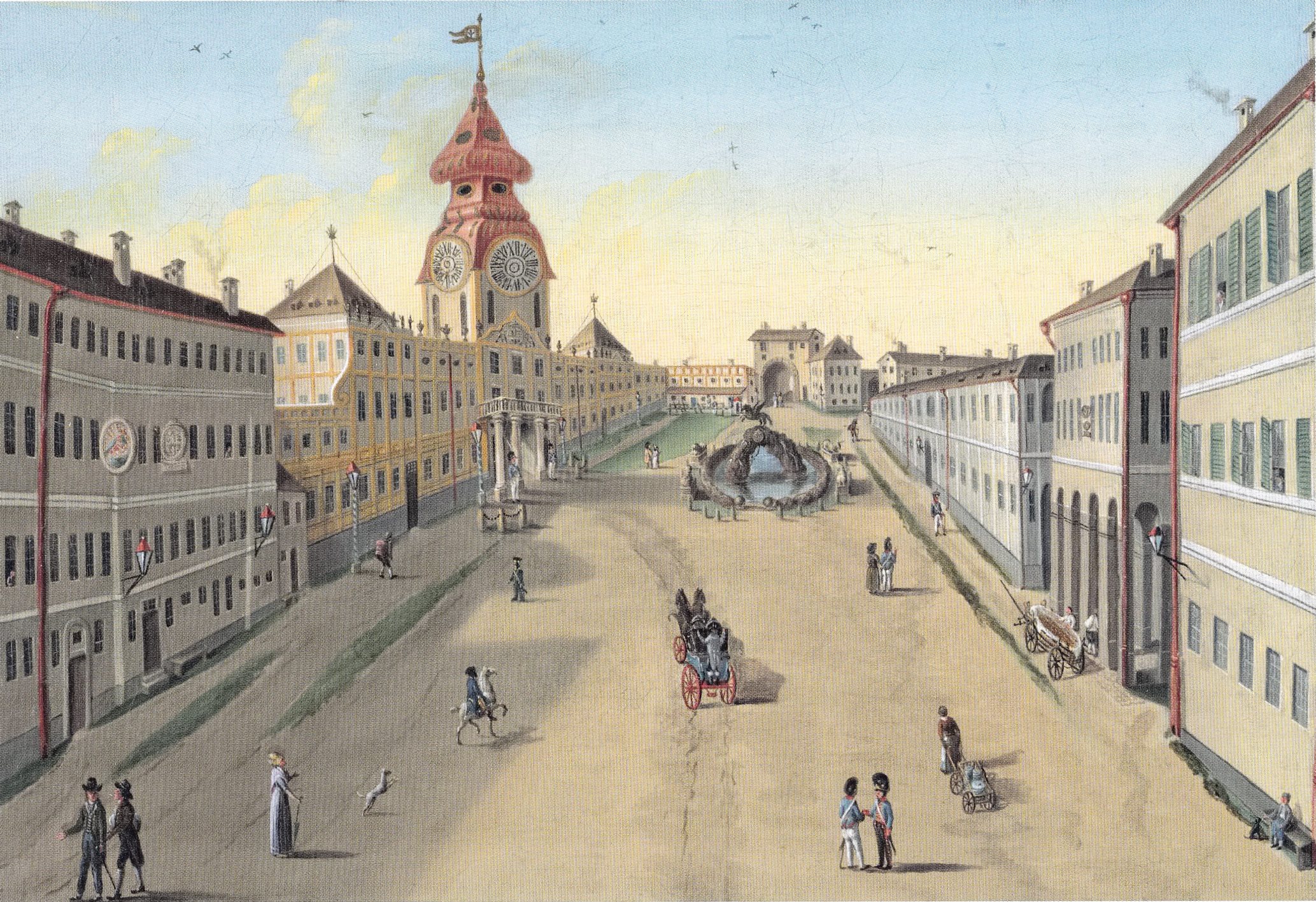
Der Mirabellplatz um 1800

Um die Wende vom 18. zum 19. Jahrhundert bot der Mirabellplatz mit seiner Abgeschlossenheit innerhalb von teils repräsentativen Bauwerken, mit den beiden Torzugängen (Mirabelltor im Norden, Lodrontor im Süden) und mit der Pferdeschwemme in der Nordhälfte eine besondere Ästhetik. Dabei war das Schloss Mirabell mit dem damals noch existierenden Turm an der platzseitigen Ostfassade ein Blickfang. Der Platz wurde zu dieser Zeit eingesäumt von der Schlosswache und dem Mirabelltor im Norden, dem Hofstall, dem älteren städtischen Schrannengebäude und dem Lodronschen Sekundogeniturpalast im Osten, dem Lodrontor und dem Primogeniturpalast im Süden sowie im Westen mit dem Schloss und einem schräg zwischen Primogeniturpalast und Schloss befindlichen Gebäude für den Stadtobersten. Viel dieser Schönheit ging durch die Zerstörungen beim großen Stadtbrand am 30. April 1818 verloren. Doch noch in einer Stadtbeschreibung von 1824 wurde der Mirabellplatz als „einer der schönsten Plätze der Stadt“ beschrieben.
Mit der Zugehörigkeit Salzburgs zum Kaisertum Österreich ab 1816 gingen zahlreiche fürsterzbischöfliche Besitztümer in die kaiserliche Verwaltung über. Nachdem man ab 1862 die ersten Anlagen der Lodronschen Stadtbefestigung um die Mirabellgegend beseitigt hatte, womit auch der Mirabellplatz eine erste bauliche Öffnung nach Norden hin erfuhr, wurde 1866 anlässlich der 50-jährigen Zugehörigkeit Salzburgs zu Österreich die Wehranlagen vom Mirabelltor bis zum Linzer Tor am Ende der Linzer Gasse der Stadt Salzburg geschenkt.
In dieser Um- und Aufbruchsphase der Gründerzeit setzte langsam ein Bauboom ein, und die Gestaltung der Neustadt begann. Betreffend die Stadterweiterung gab es unterschiedliche Pläne, der von Baumeister Carl von Schwarz sah vor, den Mirabellplatz in einer möglichst geschlossenen Form zu behalten, was sich aber nicht ergab.
Nachdem bereits beim Brand 1818 an der Ostseite des Mirabellplatzes die ältere Schranne sowie südwestlich das Stadtoberstengebäude zerstört worden waren, erfolgte ein weiteres Aufbrechen des abgeschlossenen Mirabellplatzes zuerst mit dem Abtragen des Lodron-Tors 1891 und dann mit dem Bau der neuen Andräkirche hinter den ehemaligen Hofstallungen, die zu dieser Zeit als Zollamtsgebäude dienten. Nach Fertigstellung der Kirche 1898 wurde das Gebäude abgerissen und der Platz erweiterte sich zur Kirche hin. Die kurz davor errichteten Faberhäuser begrenzen seitdem den Platz im Norden.
Ein mitbestimmender Faktor für die Gestaltung der Neustadt war der Anschluss der Stadt Salzburg an die Eisenbahn 1860. Vom ehemaligen Mirabelltor ab wurde bis zum Bahnhof die breite Westbahnstraße, heutige Rainerstraße angelegt, die anfangs auch Mirabellstraße genannt wurde. Mit dem Anschluss Salzburgs an das Eisenbahnnetz kamen auch vermehrt Touristen in die Stadt, und der Mirabellplatz entwickelte sich von einem innerstädtischen Freiraum mit Repräsentationscharakter zu einem Ort mit Durchzugsverkehr zwischen Bahnhof und Altstadt. Vornehmlich in Bezug auf den öffentlichen Verkehr ist er das bis heute.
Das Schloss Mirabell im 19. Jahrhundert
Mit der neuen Zugehörigkeit Salzburgs zum Kaisertum Österreich wurde das Schlossgebäude Mirabell kurzzeitig zum kaiserlichen Sommersitz. Unter anderem residierte auch zu seiner Zeit als Kronprinz der mit den Habsburgern verwandte bayerische König Ludwig I. in dem Haus. Der Brand von 1818 setzte dem Gebäude arg zu, und Kaiser Franz II. (I). verfügte, dass die Restaurierung „mit der möglichsten Schonung für die Finanzen“ zu erfolgen habe, woraus sich die heutige vergleichsweise schlichte Erscheinung des Gebäudes erklärt.
Das Haus verlor später seine Bedeutung als Aufenthaltsort für die kaiserliche Familie und die Räumlichkeiten im Haus wurden zunehmend verschiedenen Personen als Wohnung überlassen oder an sie vermietet. So wohnte auch Fürsterzbischof Maximilian Joseph von Tarnóczy in dem Schloss. Im Zusammenhang mit der Revolution von 1848 wurde in der nahen Paris-Lodron-Straße die Franz-Josef-Kaserne gebaut, und militärische Einrichtungen wurden auch im Schloss untergebracht. Zudem hatten einige hohe Militärs ihre Wohnungen darin. 1866 war dann auch vorübergehend ein Militärlazarett eingerichtet.

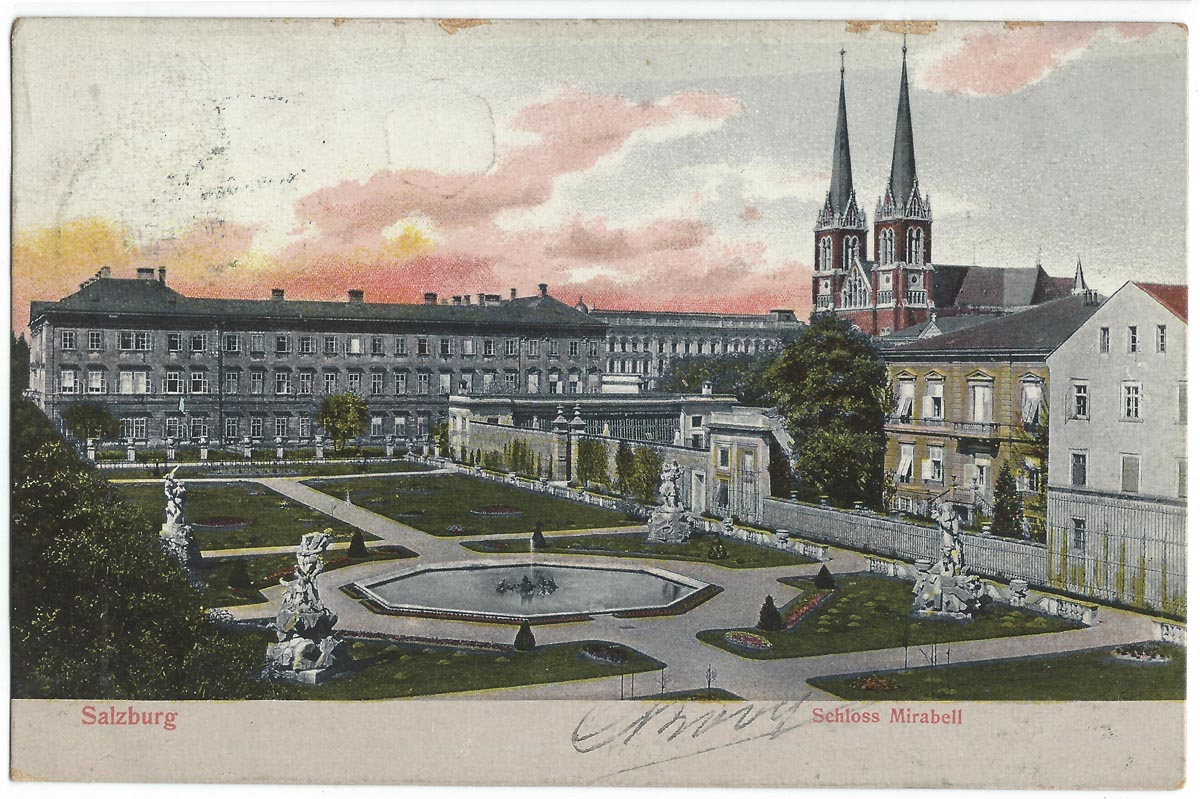
Mirabellgarten mit Schloss Mirabell und Andräkirche auf einer Postkarte von 1905

1870 kaufte die Stadt Salzburg das Schloss aus dem kaiserlichen Ärar an, das zu dieser Zeit großteils vermietet war. Aus der Zeit um 1885 ist neben mehreren Militärbehörden die Vermietung des Schlosses an 21 zahlungskräftige Personen, dabei das 1. Stockwerk an nur drei verschiedene Adelige, belegt. Fortan gab es über Jahrzehnte Diskussionen über die endgültige Nutzung der Räumlichkeiten. So standen verschiedene Bildungseinrichtungen ebenso zur Diskussion wie auch schon der Vorschlag, die Stadtverwaltung vom Rathaus ins Schloss zu verlegen. Auch gab es ab dem späten 19. Jahrhundert bis in die 1930er Jahre verschiedene Veranstaltungen wie Vorträge oder Ausstellungen. In den 1890er Jahren war außerdem ein Teil des Schlosses als Dependance des frühen Museum Carolino Augusteum in Verwendung. Ab 1938 wurden vermehrt Abteilungen der Stadtverwaltung hier angesiedelt und seit 1947 dient das Schloss Mirabell ausschließlich als Amtssitz des Bürgermeisters und anderen städtischen Einrichtungen.

## Bestehende Bauwerke

### Lodronscher Primogeniturpalast

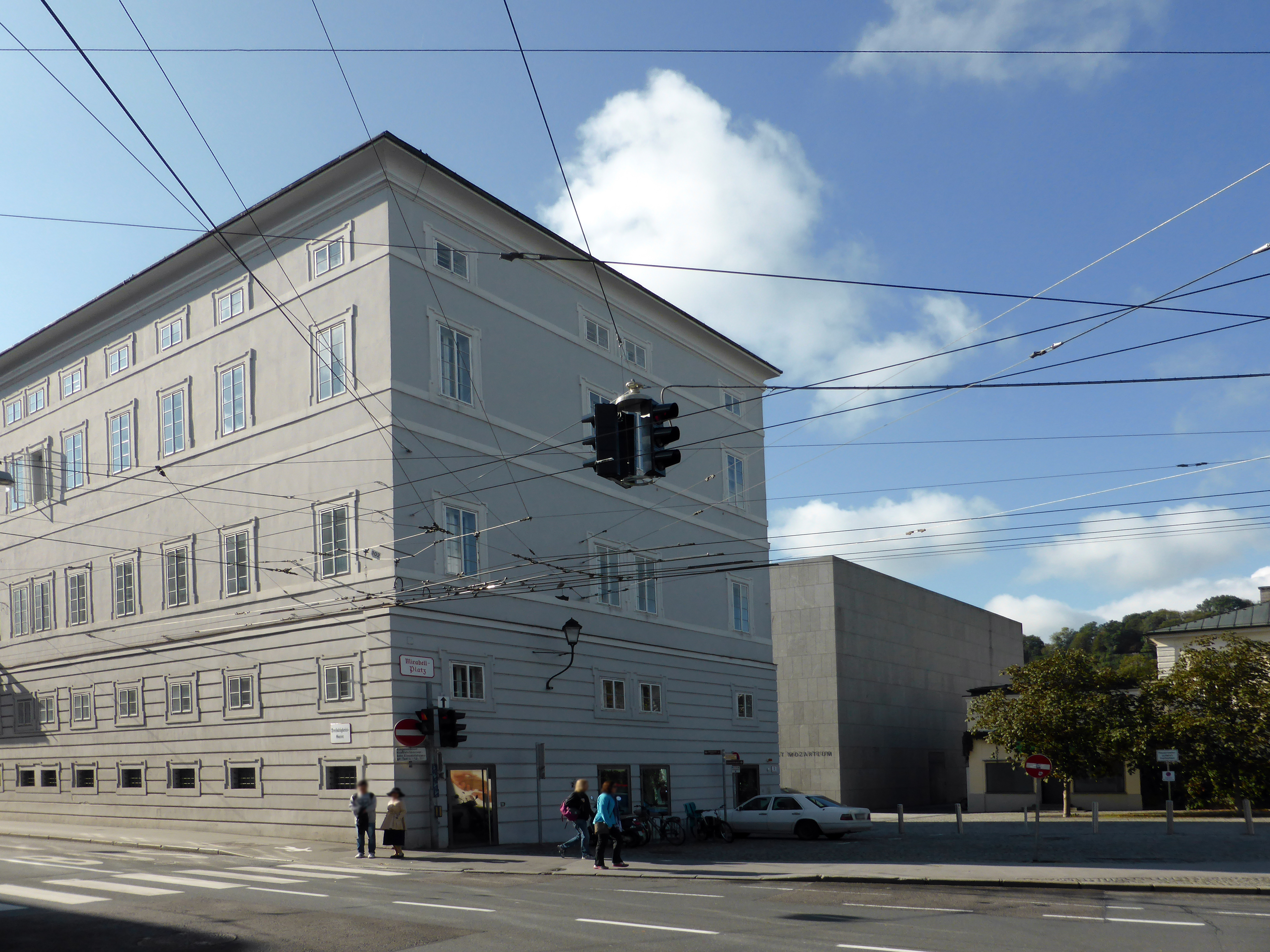
Hauptgebäude der Universität Mozarteum (2016)

In der Südwestecke des Mirabellplatzes befindet sich mit der Adresse Mirabellplatz 1 ein Zugang zum Neuen Mozarteum, das sich an der Stelle des ehemaligen Paris-Lodronschen Primogeniturpalasts aus dem Jahr 1631 befindet. Der Palast erstreckte sich in die Dreifaltigkeitsgasse sowie Richtung Mirabellgarten und wurde später bis 1912 als Schule (Altes Borromäum) genutzt. Beim Stadtbrand 1818 war ein Großteil des Palasts ein Raub der Flammen. 1848 wurde an den Restbestand mirabellplatzseitig die kleine Borromäumskirche oder Borromäumskapelle angebaut.
Im Zuge der Errichtung eines Neubaus für die Universität Mozarteum in den 1970er Jahren wurde der Großteil des verbliebenen Rests der Palastanlage samt Kirche unter heftigem Protest der Bevölkerung abgerissen, und der übrige Teil vollkommen entkernt, sodass heute vom historischen Bau nur noch die Fassade an der Dreifaltigkeitsgasse und ein Teil einer Treppe existieren. Der Neubau von 1978 wurde bereits 1998 wieder aufgegeben, und das jetzige Hauptgebäude der Universität Mozarteum stammt von 2006. Die verbliebenen Baureste des historischen Primogeniturpalasts stehen unter Denkmalschutz.
An der Ecke zur Dreifaltigkeitsgasse befinden sich vor dem Haus zwei Stolpersteine für die von den Nationalsozialisten zu Tode gebrachten Ferdinand Köck und Franz Rosenkranz. Köck wurde im Rahmen der NS-„Euthanasie“ ermordet, Rosenkranz war an der Niederschlagung des Juliputschs 1934 in Lamprechtshausen beteiligt gewesen und wurde auf einem Todesmarsch vom KZ Sachsenhausen weg erschossen.

### Villa Kast
Die Adresse Mirabellplatz 2 trägt die Villa Kast, ein klassizistisches Gebäude, das für den k. k.-Oberst Maximilian Karl Graf O’Donnell errichtet wurde. Der Bau des Gebäudes war ein Geschenk von Kaiser Franz Joseph, weil jener ihm 1853 bei einem Attentat in Wien das Leben gerettet hatte. Gebaut wurde das Haus 1873 unter Valentin Ceconi, der auch den Plan entworfen haben könnte. Für die Gebäude Mirabellplatz 2 und 3 gibt Schobersberger (1985) an, dass der Planer unbekannt ist. Im Historischen Atlas der Stadt Salzburg hingegen ist Valentin Ceconi auch als Planer ausgewiesen.
Das Haus ging später an die adelige Familie Kast von Ebelsberg und ist heute im Besitz der Familie Mayr-Melnhof. Die Villa Kast steht auf dem Areal der ehemaligen Gärtnerei des Schlosses Mirabell und ist seit ihrer Gründung 1987 Sitz der Galerie Thaddaeus Ropac.

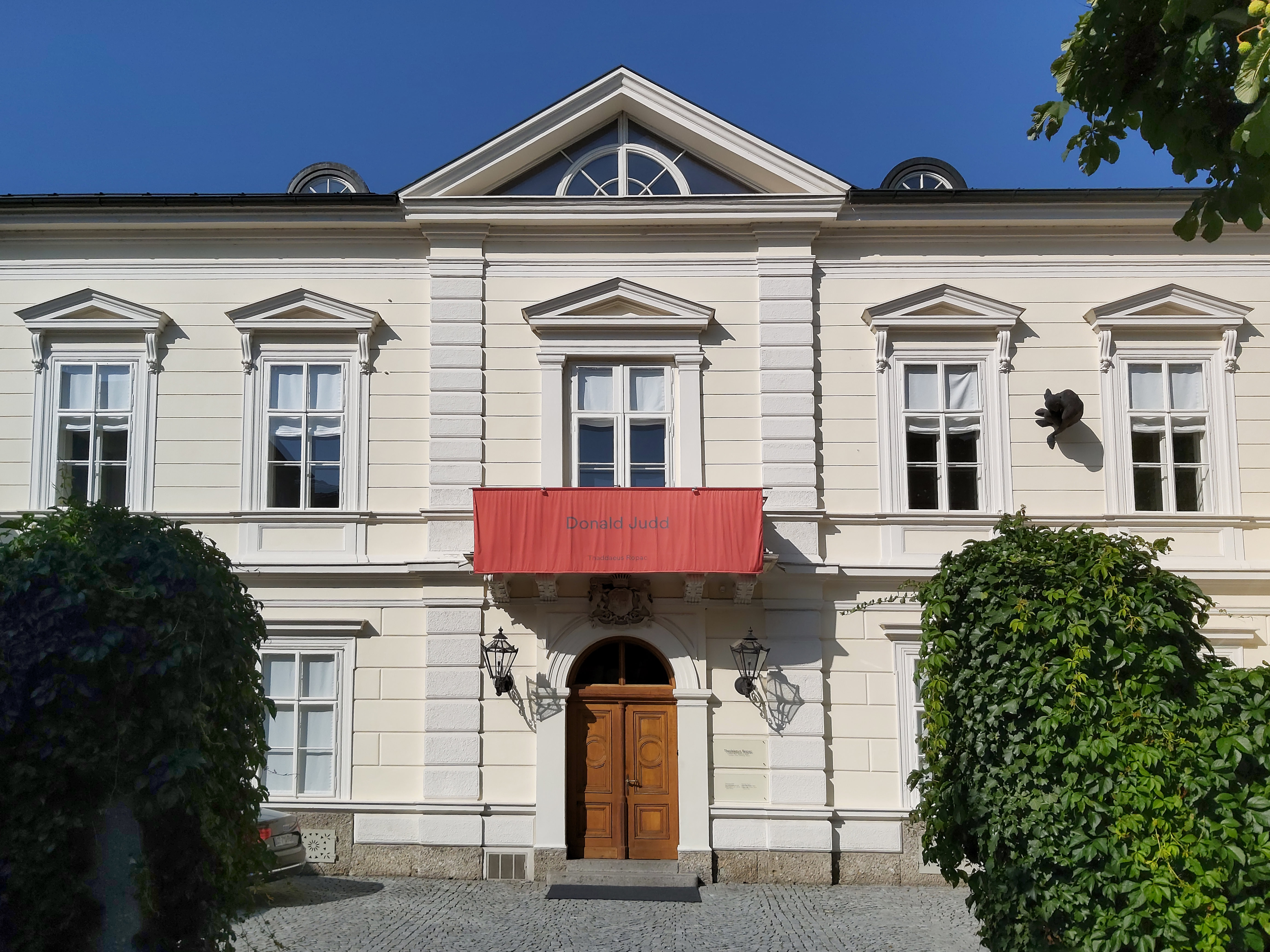
Ansicht von der Mirabellplatzseite
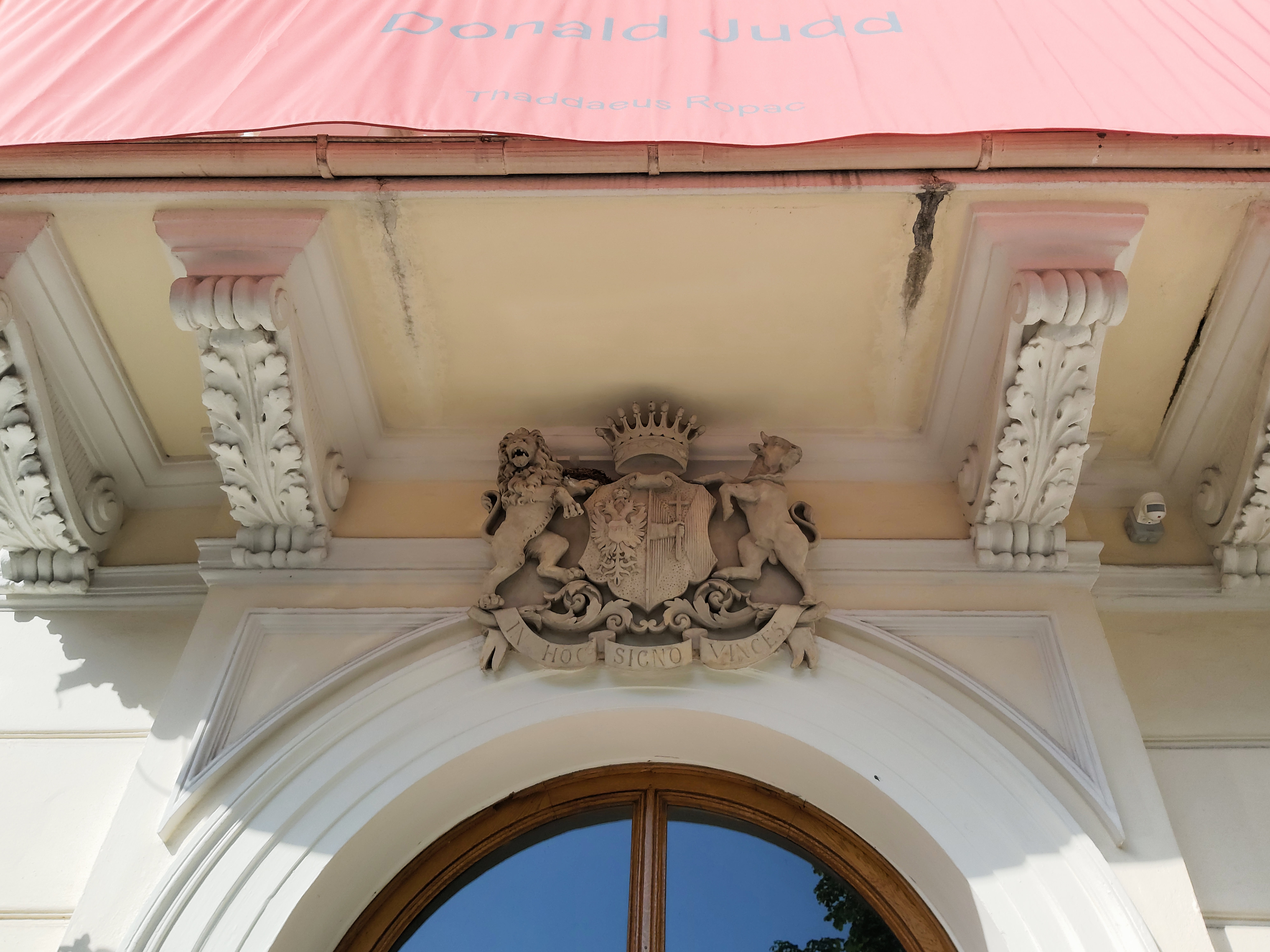
Wappenrelief über dem Eingang
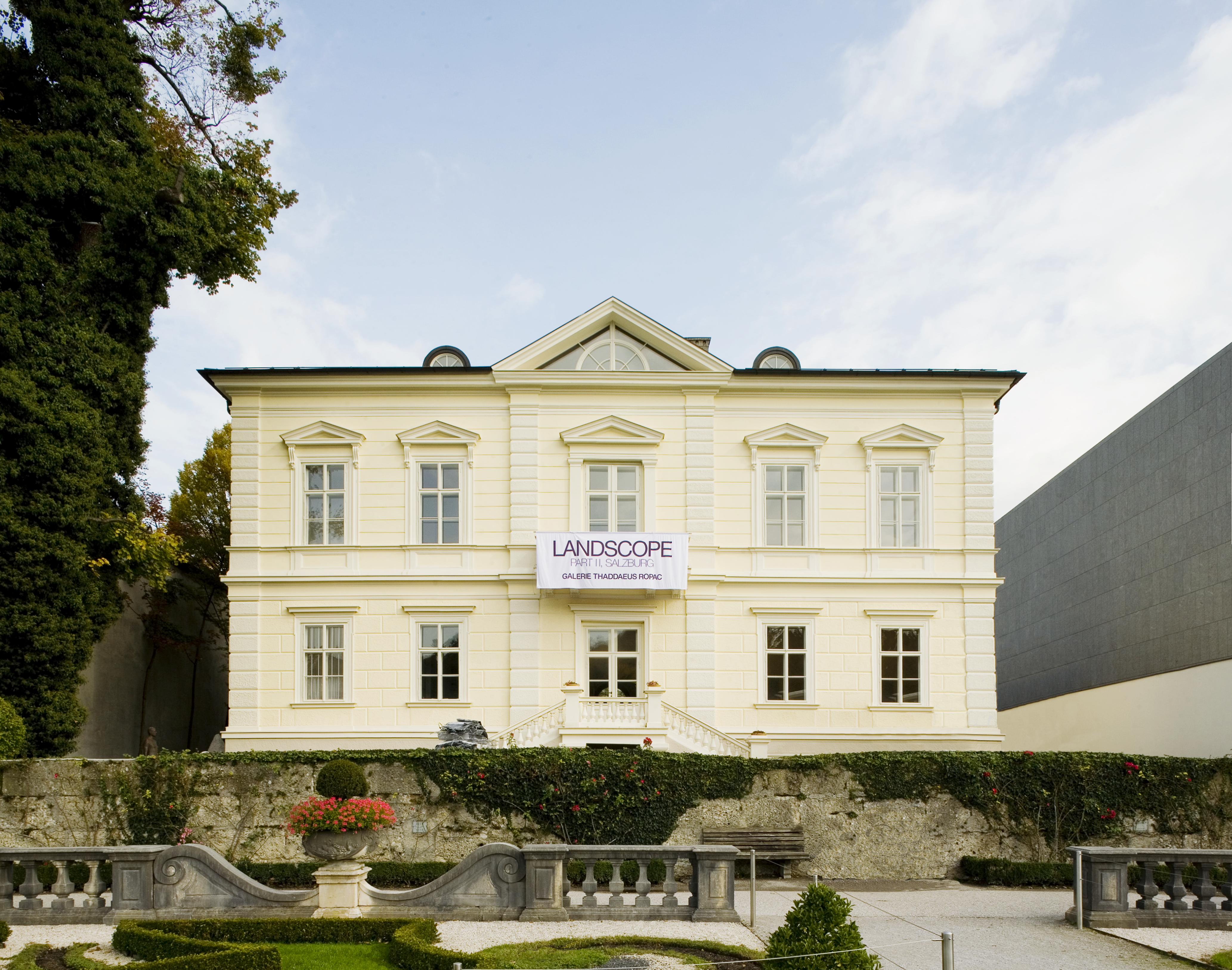
Ansicht vom Mirabellgarten

### Schloss Mirabell und Mirabellgarten

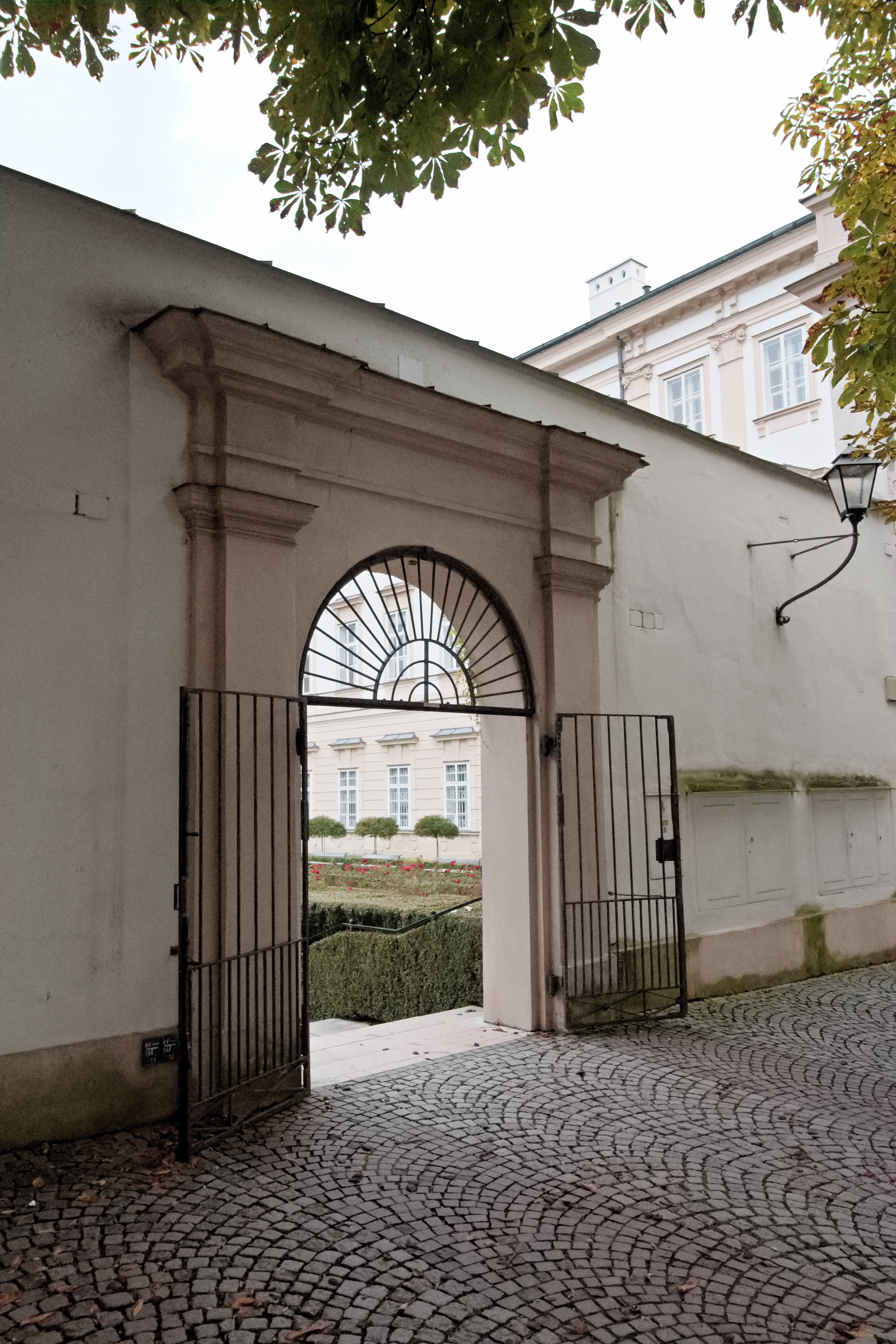
Das nördliche Tor zum Rosengarten

Die Hausnummer 3 trägt die um 1725 entstandene Orangerie im Mirabellgarten. Im südlichen Gebäude, an das die Villa Kast angebaut ist, war von 1973 bis 2012 das Salzburger Barockmuseum (nunmehr Teil des Domquartiers) untergebracht. Das gegenüberliegende Gebäude wird heute nach einer längeren Pause wieder als Gewächshaus genutzt. Die barocke Gartenanlage ist durch eine Mauer vom Mirabellplatz getrennt. Zwei Tore bieten Zugang zum Park: zum Papagenabrunnen und zur Orangerie beim südlichen und zum Rosengarten beim nördlichen.
Das 1607 errichtete, vormals wesentlich prunkvollere Schloss Mirabell (Mirabellplatz 4) ist seit 1947 der Amtssitz des Salzburger Bürgermeisters und beherbergt weitere Einrichtungen des Magistrats der Stadt. Von ihrer Gründung 1941 bis 2009 war auch die Salzburger Stadtbibliothek hier untergebracht. Der prunkvolle Marmorsaal ist der reguläre Trauungssaal des örtlichen Standesamtes. In ihm findet auch die alljährliche Veranstaltungsreihe Salzburger Schlosskonzerte statt.
Vor dem Schlossgebäude wird auf dem Platz alljährlich ein Weihnachtsbaum aufgestellt, der jedes Jahr aus einer anderen Salzburger Gemeinde stammt.
Die gesamte Anlage Mirabell steht unter Denkmalschutz.

### Pfarrkirche und Pfarrhof St.Andrä
Die sog. Andräkirche (Mirabellplatz 5A) wurde nach Plänen von Josef Wessicken ab 1892 unter Stadtbaumeister Jakob Ceconi anstelle des schon 1861 abgetragenen Vorgängerbaus in der Linzer Gasse 1 errichtet und wurde 1898 eingeweiht. Die neugotische Kirche erlitt bei den Luftangriffen auf Salzburg im November 1944 und April 1945 schweren Schaden. Ihr ursprüngliches Erscheinungsbild wurde beim Wiederaufbau und bei einem Umbau 1969 bis 1972 nicht wiederhergestellt. Unter anderem wurden die vormals wesentlich höheren Spitztürme durch die jetzigen pyramidenförmigen ersetzt.
Der dazugehörige Pfarrhof (Mirabellplatz 5), ebenfalls von Wessicken geplant und unter Ceconi gebaut, wurde 1900 fertiggestellt und erscheint mit einer spätklassizistischen Fassade. Bei einer Renovierung des Gebäudes in der zweiten Hälfte der 2010er Jahre wurde die ursprüngliche Farbgebung des Hauses, die in der Zwischenzeit zwei Mal geändert worden war, wieder aufgetragen.
Im Haus befindet sich neben dem Pfarramt St. Andrä auch das Büro der der Pfarre angeschlossenen kroatischen katholischen Kirchengemeinde in Salzburg. Im Erdgeschoß sind die schon im 19. Jahrhundert auf dem Mirabellplatz befindliche Salvator-Apotheke sowie unter anderem eine Tabaktrafik untergebracht. Eine solche gibt es auf dem Mirabellplatz seit zumindest 1864.
Kirchengebäude und Pfarrhof stehen unter Denkmalschutz.
Vor der Kirche befindet sich seit 14. Juli 2015 ein Stolperstein für Franz Xaver Zeiß (1892–1991), der in seiner Funktion als Pfarrer von St. Andrä (1934–1971) während der NS-Zeit wegen Nichtanzeige eines Verrats eines Staatsgeheimnisses verfolgt wurde und selber von den Nazis verfolgte Personen beschützte. Desgleichen ist dort ein am 25. September 2018 verlegter Stolperstein für Franz Wesenauer (1904–1991) in den Boden eingelassen. Wesenauer, Kooperator der Pfarre St. Andrä und späterer Pfarrer von St. Elisabeth, hatte sich ebenfalls für NS-Verfolgte eingesetzt.

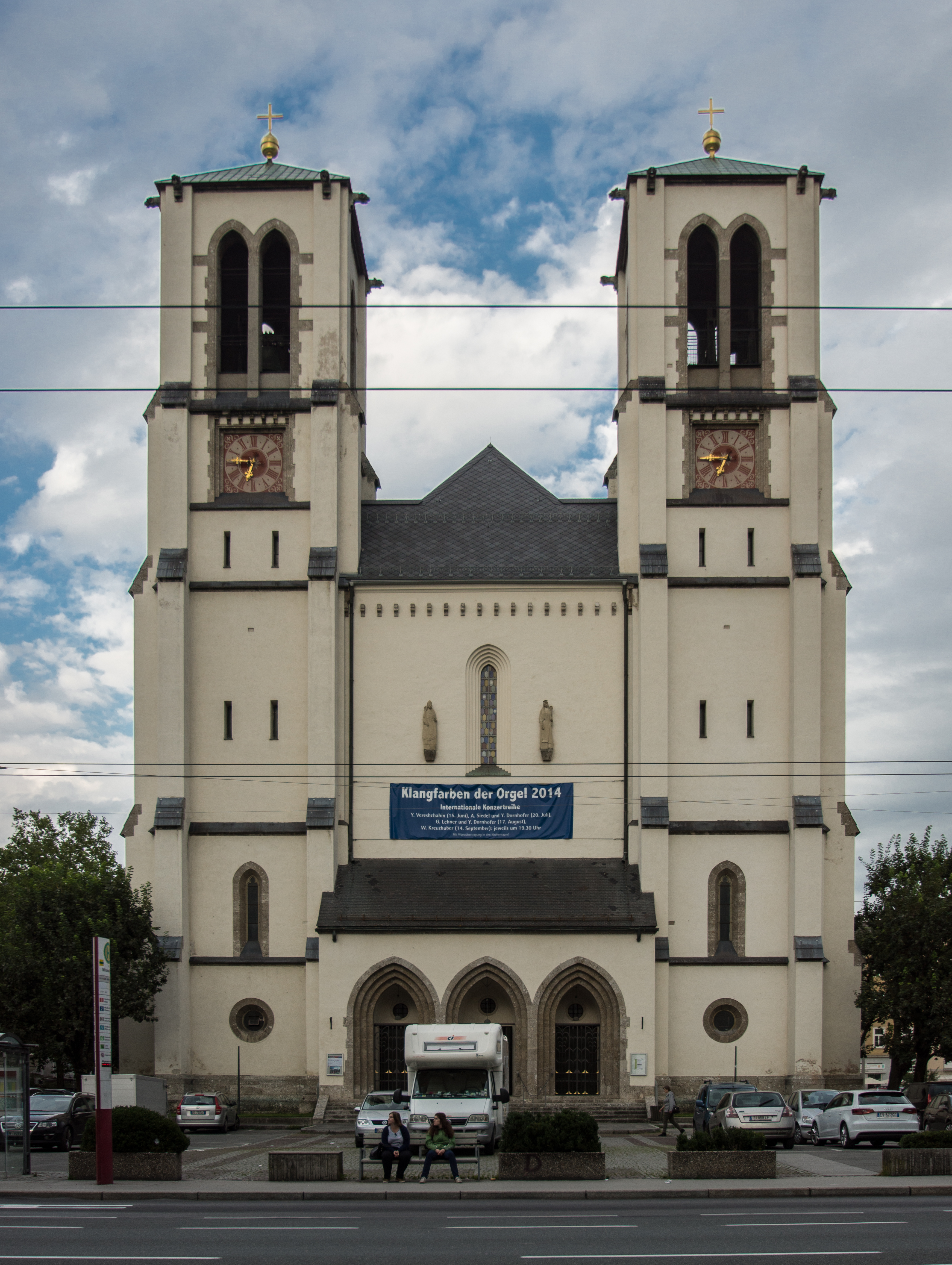
Andräkirche, Westfassade
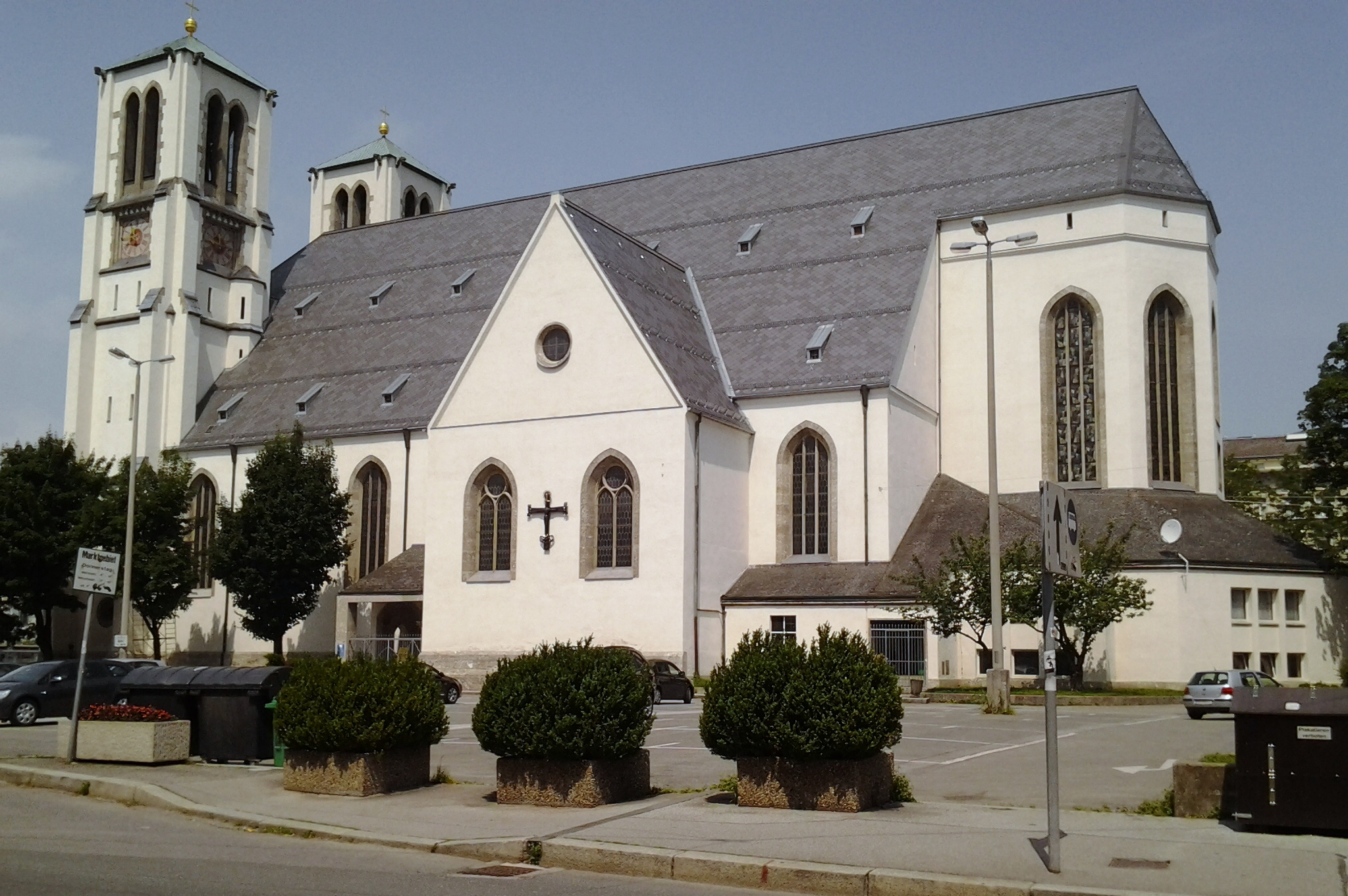
Andräkirche südseitig
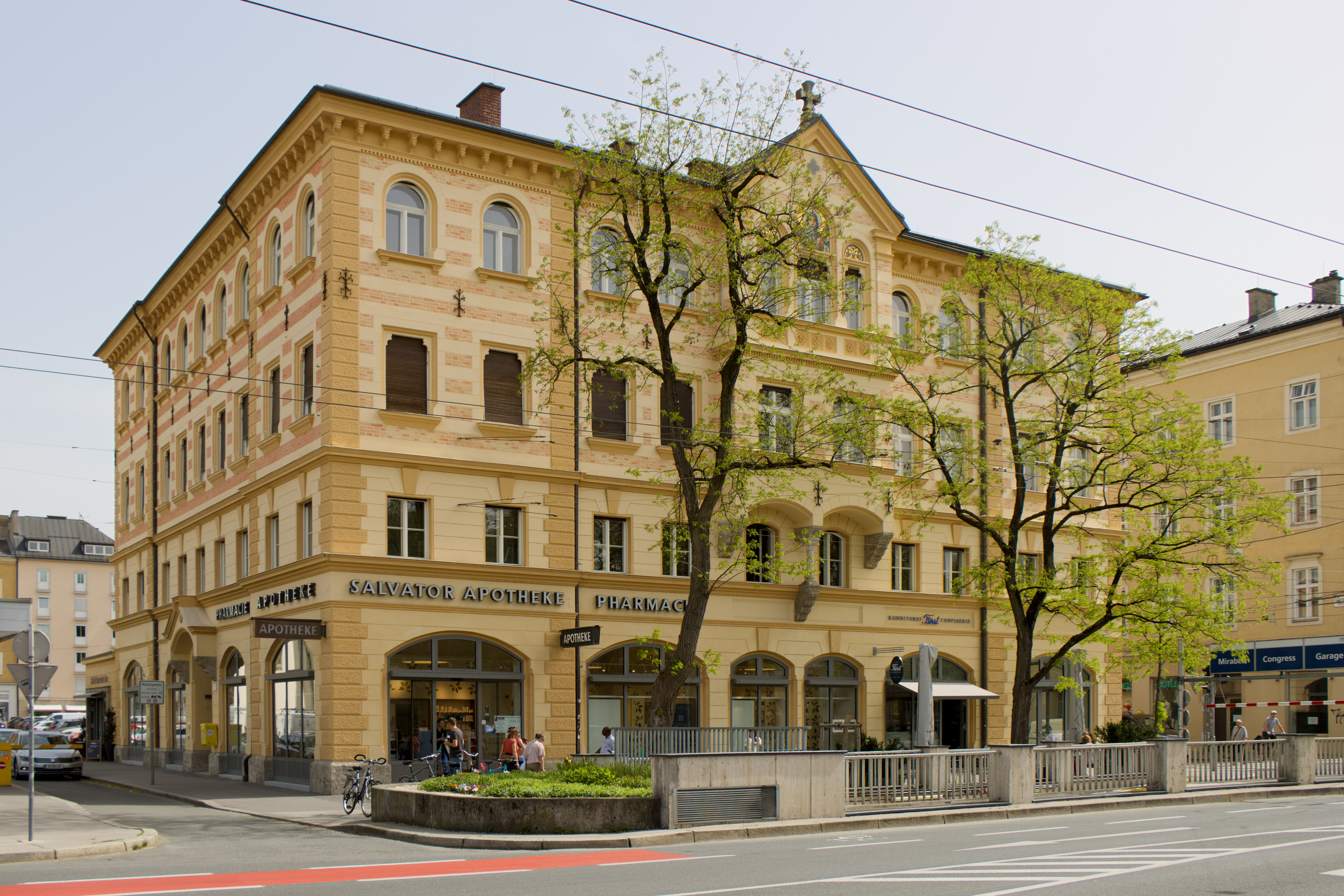
Pfarramtsgebäude
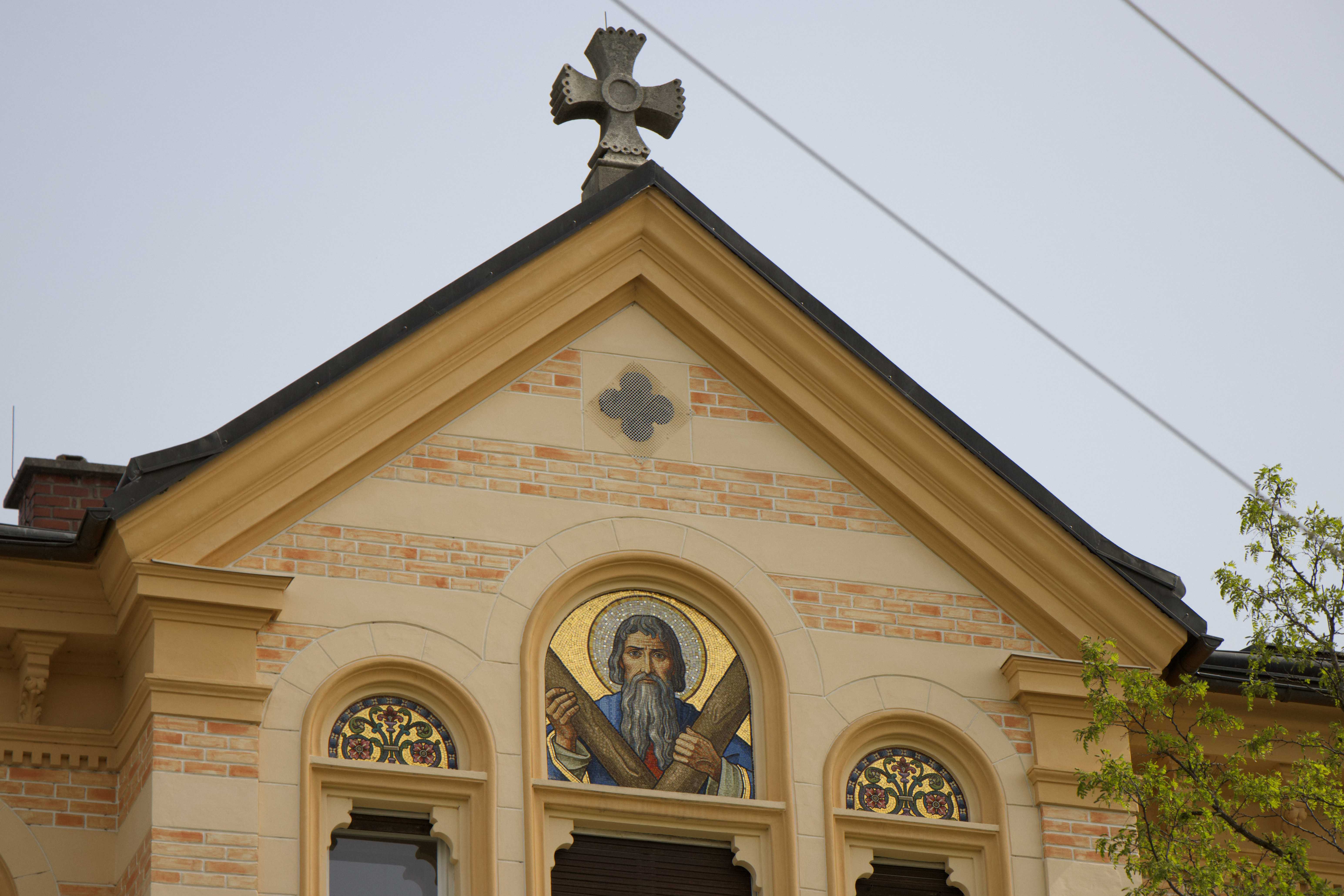
Mosaik des heiligen Andreas
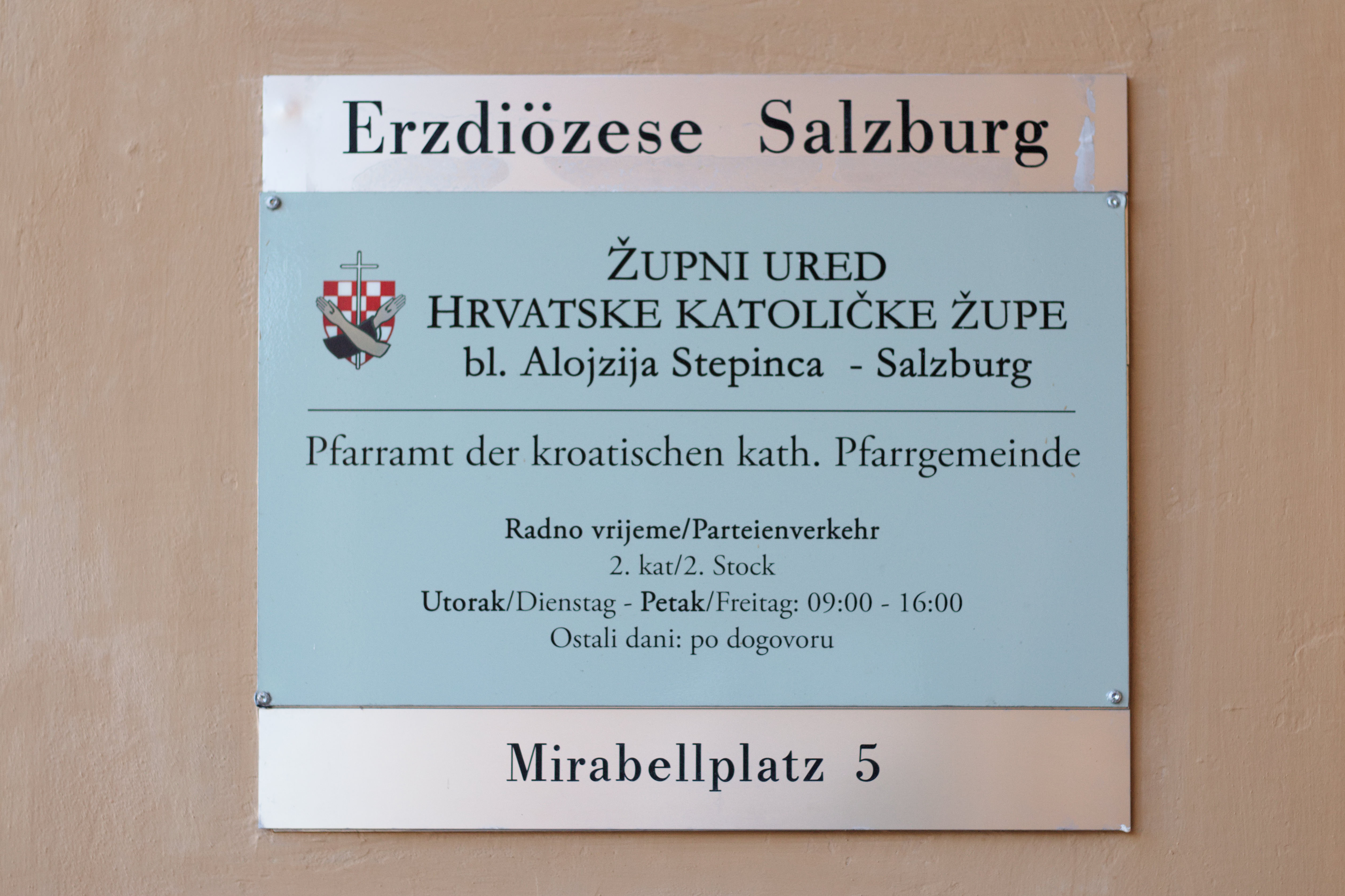
Kroatische katholische Pfarrgemeinde in Salzburg

### Wohn- und Geschäftshaus Mirabellplatz 6
Das Gebäude ist ein Wohn- und Geschäftshaus und steht an der Stelle der 1818 abgebrannten älteren städtischen Schranne. Bis 1938 existierten im Haus zwei jüdische Geschäfte: eine Filiale des Wiener Bekleidungsgeschäfts Zum Matrosen, betrieben von Adolf Aron Weiß sowie ab 1894 ein Kurz-, Wirk- und Spielwarengeschäft des Oswald Löwy († 1935). Nach der Machtübernahme der Nationalsozialisten mussten die Geschäfte im Juni 1938 geräumt werden. Löwys Angehörige wurden von den Nazis verfolgt und teils zu Tode gebracht, Weiß starb in Salzburg am Verhungern.
Im zweiten Stock des Hauses wohnte mit seiner Ehefrau der Kaufmann Rudolf Erich Müller. Beide mussten im November 1938 die Wohnung zugunsten eines SS-Führers räumen. Müller wurde 1943 im KZ Theresienstadt ermordet, vor dem Haus befindet sich ein Stolperstein für ihn.
Von Oktober 1929 bis zum Ende des Zweiten Weltkriegs hatte der HNO-Facharzt und spätere Primar am Krankenhaus der Barmherzigen Brüder in Salzburg Karl Erich Rienzner in dem Haus seine Privatpraxis. Rienzner war ab 1939 Mitglied der NSDAP und wurde nach dem Krieg als minderbelastet eingestuft.
Das Gebäude unterliegt keinem Denkmalschutz.

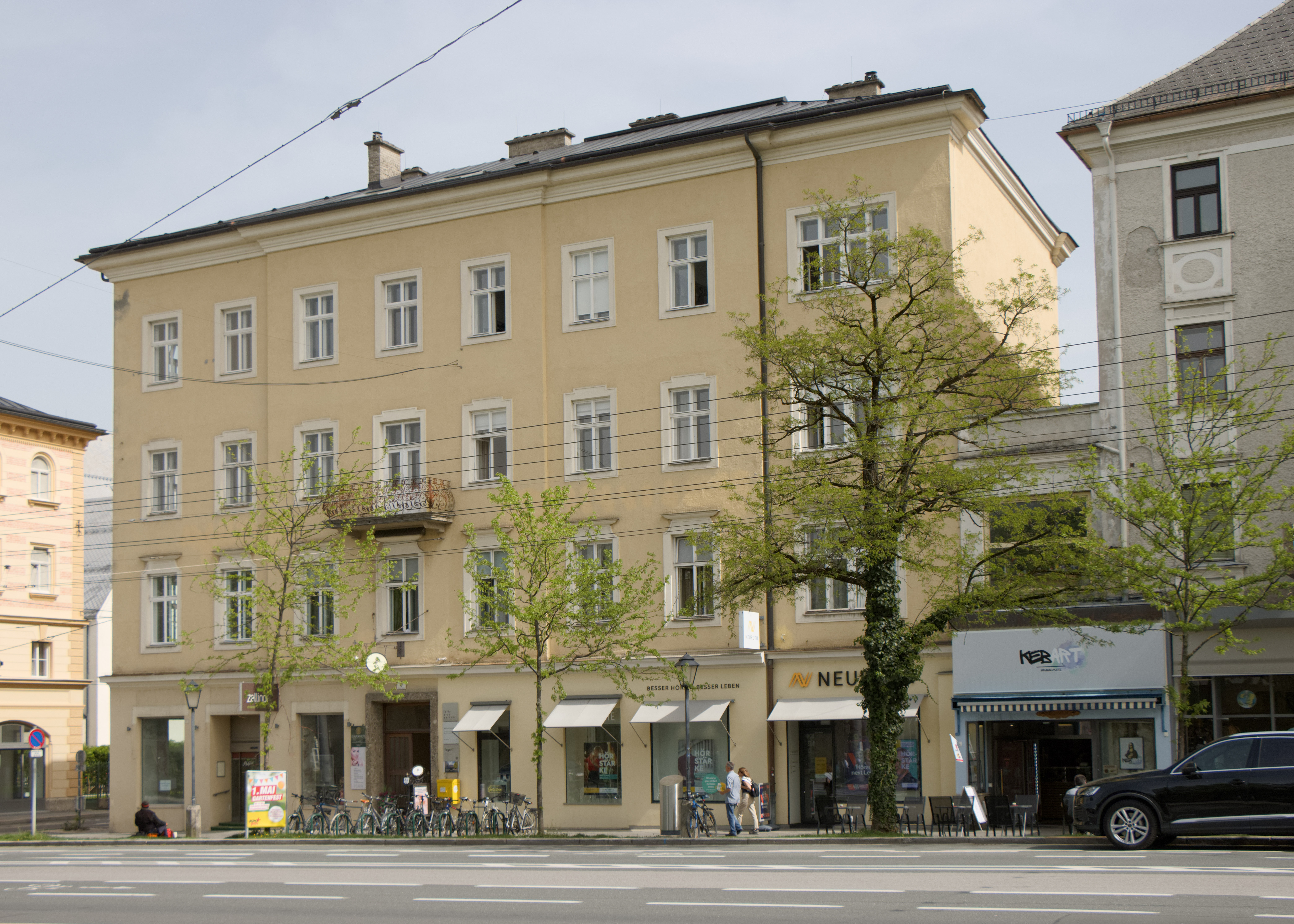
Haus Mirabellplatz 6
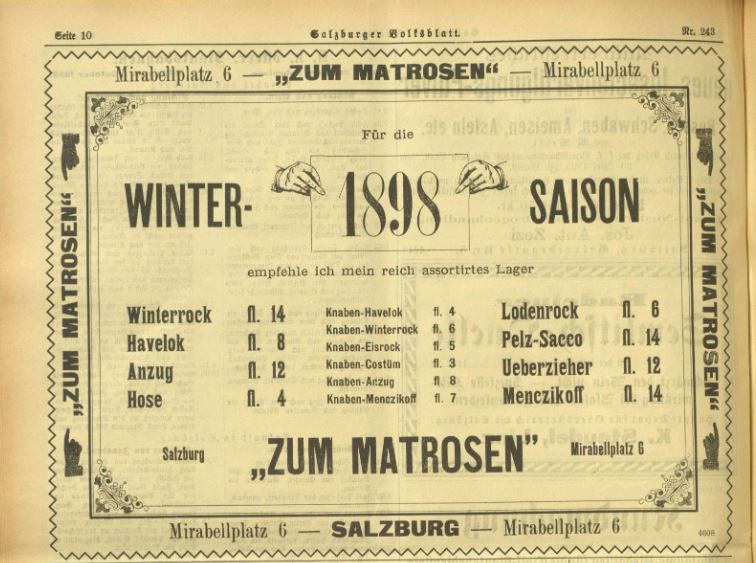
Halbseitige Werbeanzeige des Bekleidungsgeschäfts Zum Matrosen von Oktober 1898 im Salzburger Volksblatt
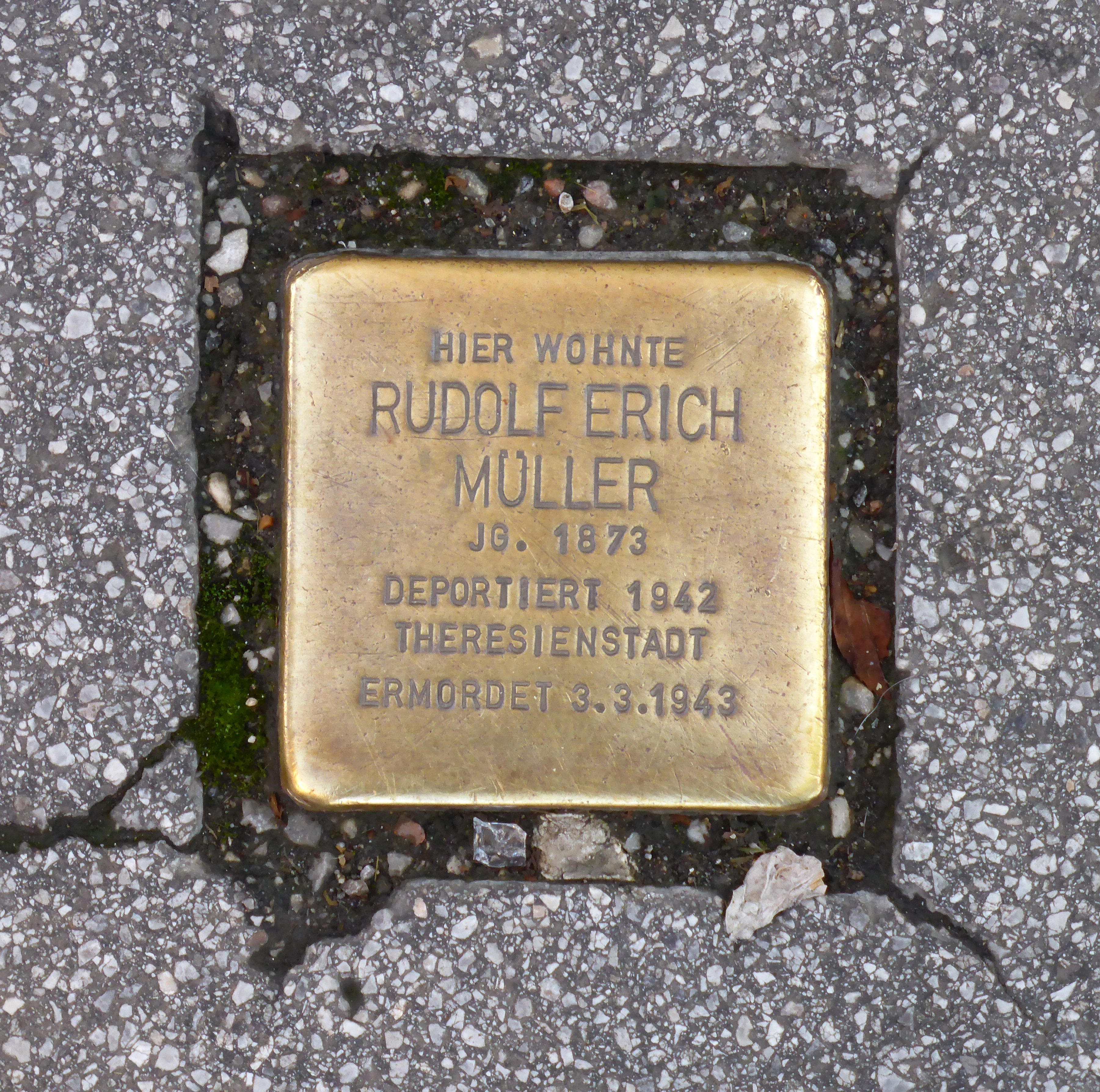
Stolperstein für Rudolf Erich Müller

### Lodronscher Sekundogeniturpalast
(Mirabellplatz 7 und 8)
Nachdem unter Fürsterzbischof Paris von Lodron ab 1620 die Wehrbauten rechts der Salzach angelegt worden waren, übergab dieser 1643 einen Teil des nun erweiterten Stadtbereichs als neu geschaffene Sekundogenitur einem Verwandten. Zu dem Grund gehörte der auf ihm errichtete Sekundogeniturpalast, der auch als bauliche Belebung des neu gewonnenen Stadtbereichs dienen sollte. Beim Stadtbrand von 1818 kam das Haus schwer zu Schaden und wurde lange nicht instand gesetzt. Später befand sich hier das Gasthaus Zum rothen Krebsen.
Das Gebäude wurde 1908 nach Plänen von Paul Geppert d. Ä. vollkommen umgebaut und erhielt Elemente des Jugendstils. Über dem Portal der Hofeinfahrt ist noch ein Relief mit dem Lodronschen Wappen angebracht. Die Gebäude Mirabellplatz 9 und 10 sind Wohn- und Zweckbauten jüngeren Datums und sind nur über diese Hofeinfahrt zugänglich.
Heute wird das Gebäude in den Obergeschoßen vom Hotel am Mirabellplatz (unter der Adresse Paris-Lodron-Straße 1) als Vier-Sterne-Hotel betrieben. Im Erdgeschoß befinden sich einige Einzelgeschäfte. Das Bauwerk zählt, obwohl es schon im Stadtteil Neustadt steht, zum UNESCO-Weltkulturerbe Historisches Zentrum der Stadt Salzburg.

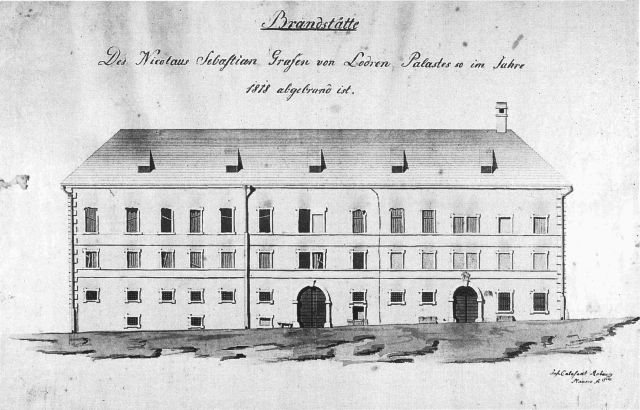
Der ursprüngliche Sekundogeniturpalast in einer Zeichnung von 1818
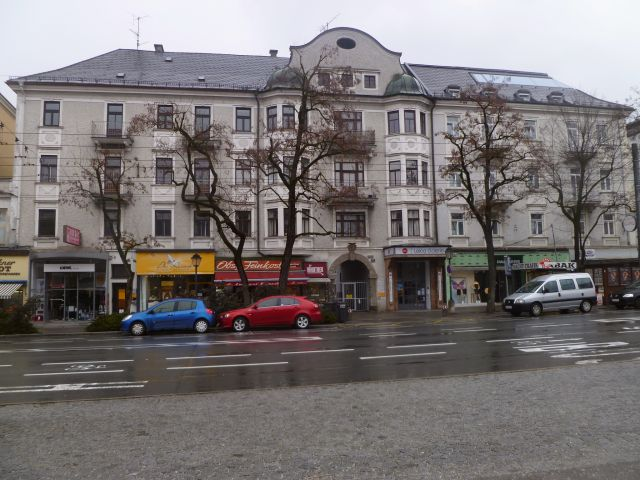
Heutiges Aussehen des Gebäudes
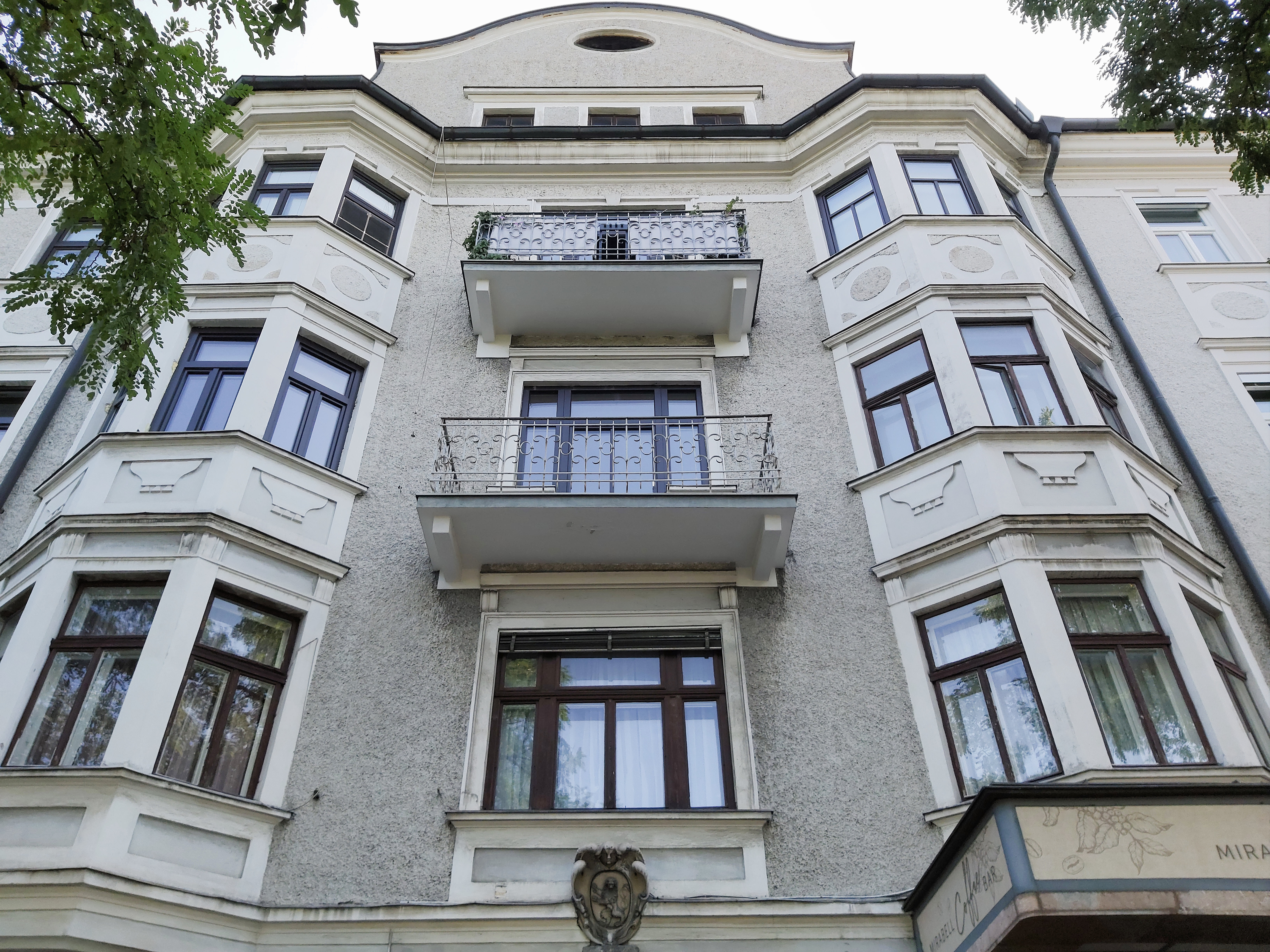
Fassade über dem Portal

### Gebäude der umgebenden Straßen
Alle Häuser, die den Platz um die Andräkirche umschließen, haben Adressen nach den begrenzenden Straßen Faberstraße (Nr. 6 und 8), Hubert-Sattler-Gasse (Nr. 1 bis 7) und Schrannengasse (Nr. 2 und 4).

#### Faberhäuser und Hellerhäuser

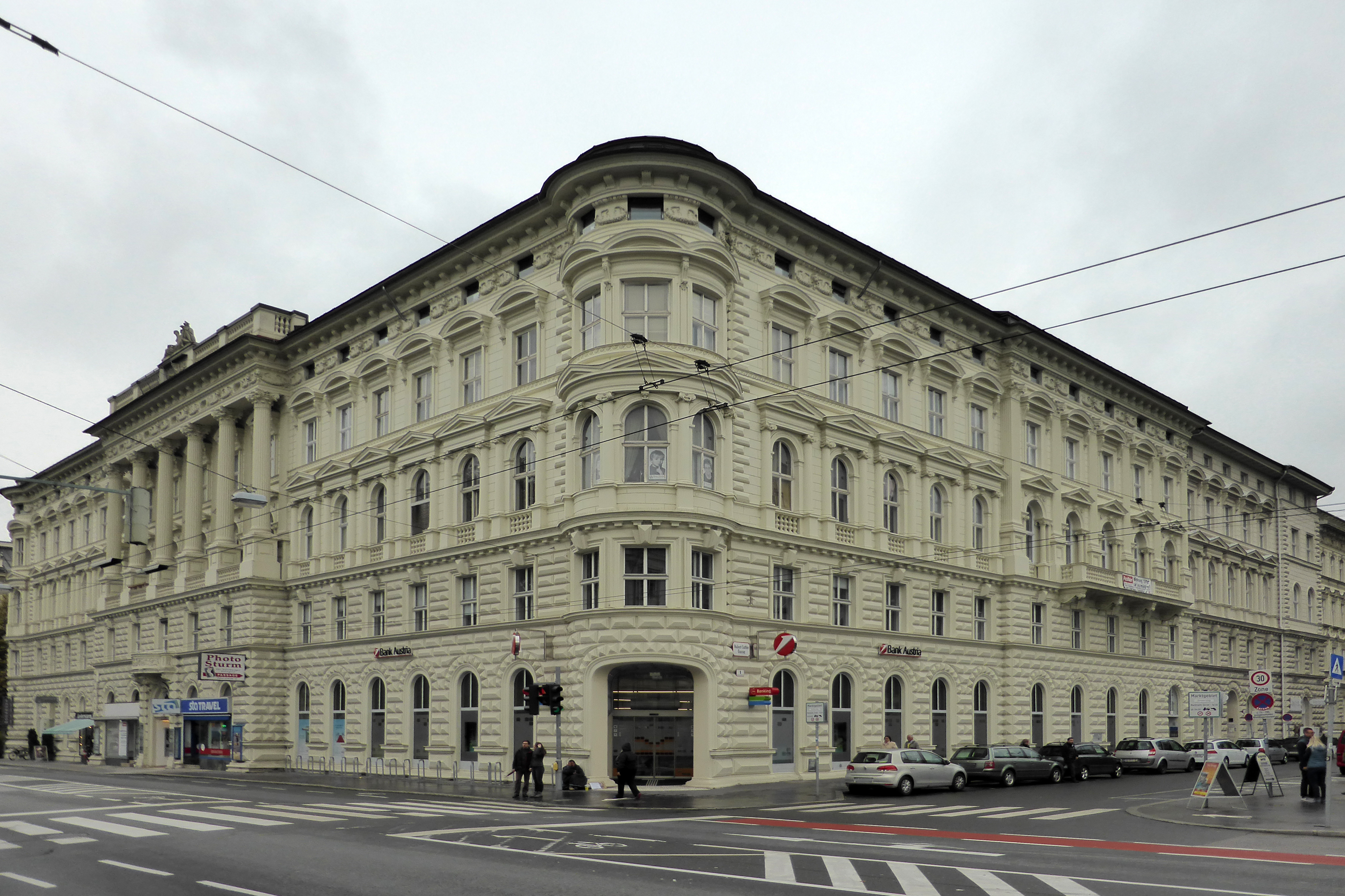
Faberhaus, Rainerstraße 2 und Hubert-Sattler-Gasse 1–3

Die Häuser im Geviert Hubert-Sattler-Gasse – Faberstraße – Franz-Josef-Straße – Rainerstraße werden als Faberhäuser und zu Teilen auch als Hellerhäuser bezeichnet. Die Gebäude Hubert-Sattler-Gasse 1 bis 7 begrenzen den Mirabellplatz im Norden.
Mit der Beseitigung der Lodronschen Stadtbefestigung ab 1861/62 und mit der Überlassung des Areals an die Stadtgemeinde Salzburg 1866 fielen auch die bis dahin geltenden Baubeschränkungen innerhalb des befestigten Stadtbereichs, und eine bauliche Erschließung der neu zur Verfügung stehenden Gründe setzte ein.
Obwohl gedacht war, mit der Neuverbauung auch die herrschende Wohnungsnot zu beseitigen, entwickelte sich das Gebiet eher zu einer gutbürgerlichen Gegend, in der auch zahlreiche Mietshäuser entstanden.
Der Wiener Brauereibesitzer Moritz Faber, nach dem seit 1873 die Faberstraße benannt ist, hatte mehrere Baulose erworben und wollte seine Idee umsetzen, die neue Straße vom Mirabellplatz zum Bahnhof einer Prachtstraße gleich mit repräsentativen Gebäuden zu säumen. So ließ er an der Ecke Mirabellplatz-Rainerstraße einen u-förmigen Gebäudekomplex mit der Stirnseite nach Westen bestehend aus drei Häusern errichten, der die heutigen Adressen Rainerstraße 2, Hubert-Sattler-Gasse 1 und 3 sowie Franz-Josef-Straße 2 und 4 umfasst. Geplant wurde der Bau von Franz Sonnleitner, die Ausführung erfolgte unter Valentin Ceconi. Die Gebäude wurden 1874 fertiggestellt. Ein weiterer derartiger Bau (Fertigstellung 1878) erfolgte unmittelbar nördlich bei Rainerstraße 4. Diese Häuser leiteten die Bebauung der Neustadt nach dem Abriss der Wallanlagen ein und gelten als die eigentlichen Faberhäuser. Die weitere Verbauung der Gründe verzögerte sich und die benachbarten Grundstücke blieben jahrelang unbebaut. Zudem kam Kritik an der Größe der Faber'schen Häuser auf, die Wiener Prachtbauten zum Vorbild hatten, sowie an den hohen Mieten, sodass die Gebäude teils längere Zeit unbesetzt blieben.
Nachdem 1888 zwei Parzellen der Fabergründe an der Franz-Josef-Straße der Stadt Salzburg geschenkt worden waren, wurde das Bauunternehmen Heller & Comp. beauftragt, diese Gründe mit weiteren Häusern anschließend an die Faberhäuser der Rainerstraße 2 zu verbauen. Diese nunmehrigen Gebäude Hubert-Sattler-Gasse 5 und 7, Faberstraße 7 bis 11 sowie Franz-Josef-Straße 6 und 8 sind als Hellerhäuser bekannt, werden heute aber vielfach als Gesamtkomplex mit den ersten Faberhäusern ebenfalls als Faberhäuser bezeichnet.
Der Komplex der Faber- bzw. Hellerhäuser erlitt gegen Ende des Zweiten Weltkriegs bei Luftangriffen teils schwere Schäden, faberstraßenseitig wurde ein Gebäude (Nr. 7A) neu gebaut. Das Eckhaus Rainerstraße 2/Hubert-Sattler-Gasse 1–3 ist heute eine Filiale der Uni Credit Bank Austria, im Haus Hubert-Sattler-Gasse 3 befindet sich im Erdgeschoß die Gaststätte Shakespeare, von wo es auch eine Durchgangsmöglichkeit zum Theater Toi Haus in der Franz-Josef-Straße gibt. In den Häusern Nr. 5 und 7 sowie in weiteren Hellerhäusern in der Franz-Josef-Straße sind Einrichtungen des Magistrats Salzburg untergebracht, sie alle zählen zu den Amtsgebäuden Faberhäuser.
Im Faberhaus Rainerstraße 4 befanden sich, mit einer kurzen Unterbrechung gegen Ende des Zweiten Weltkriegs, ab Februar 1927 bis in die 1980er Jahre die Kammerlichtspiele Mirabell, kurz das Mirabellkino. Das Kino war mit rund 400 Sitzplätzen eines der kleineren Salzburger Kinos und warb anfänglich dafür, nur besonders qualitätsvolle Filme zeigen zu wollen. 1929 stellte der damalige Betreiber fest, dass dieses Kino das erste Tonfilmkino Salzburgs und aller Landeshauptstädte sei, was von einem anderen Salzburger Kino bestritten wurde. In späterer Zeit waren mehrheitlich nur Einnahmen versprechende Streifen im Programm. Von den gezeigten Filmen im Jahr 1975 wird gesagt, dass rund zwei Drittel des Programms aus Krimi- und Actionfilmen sowie Softpornos bestand. Das Kino wurde gegen Ende August 1988 geschlossen.
Des Weiteren befand sich im Haus Rainerstraße 4 unter anderem bis 2016 eine Filiale der Salzburger Sparkasse, die bis dahin auch Eigentümer das Hauses war. Danach übernahm der Immobilien-Investor Soravia das Gebäude, worauf es zu einem Hotel der Oberklasse umgebaut wurde. Es wird unter der Bezeichnung Palais Faber beworben und soll als eines der Gruppe H-Hotels noch 2021 eröffnet werden.
Die beiden Faberhäuser und die Hellerhäuser stehen, mit Ausnahme des Nachkriegsbaus in der Faberstraße, unter Denkmalschutz.
Vor dem Eingang zum Haus Hubert-Sattler-Gasse 7 sowie rückseitig bei Franz-Josef-Straße 4 befindet sich jeweils ein Stolperstein für ein Mordopfer der NS-„Euthanasie“, an der Ecke zur Rainerstraße 2 sowie vor Franz-Josef-Straße 6 sind jeweils zwei Stolpersteine für ermordete Juden verlegt, und vor Rainerstraße 2 und Franz-Josef-Straße 4 gibt es auch einen Stolperstein für Personen, die aus politischen Gründen von den Nationalsozialisten zu Tode gebracht wurden. Vor dem Haus Rainerstraße 4 befinden sich acht Stolpersteine für verfolgte und ermordete Juden.

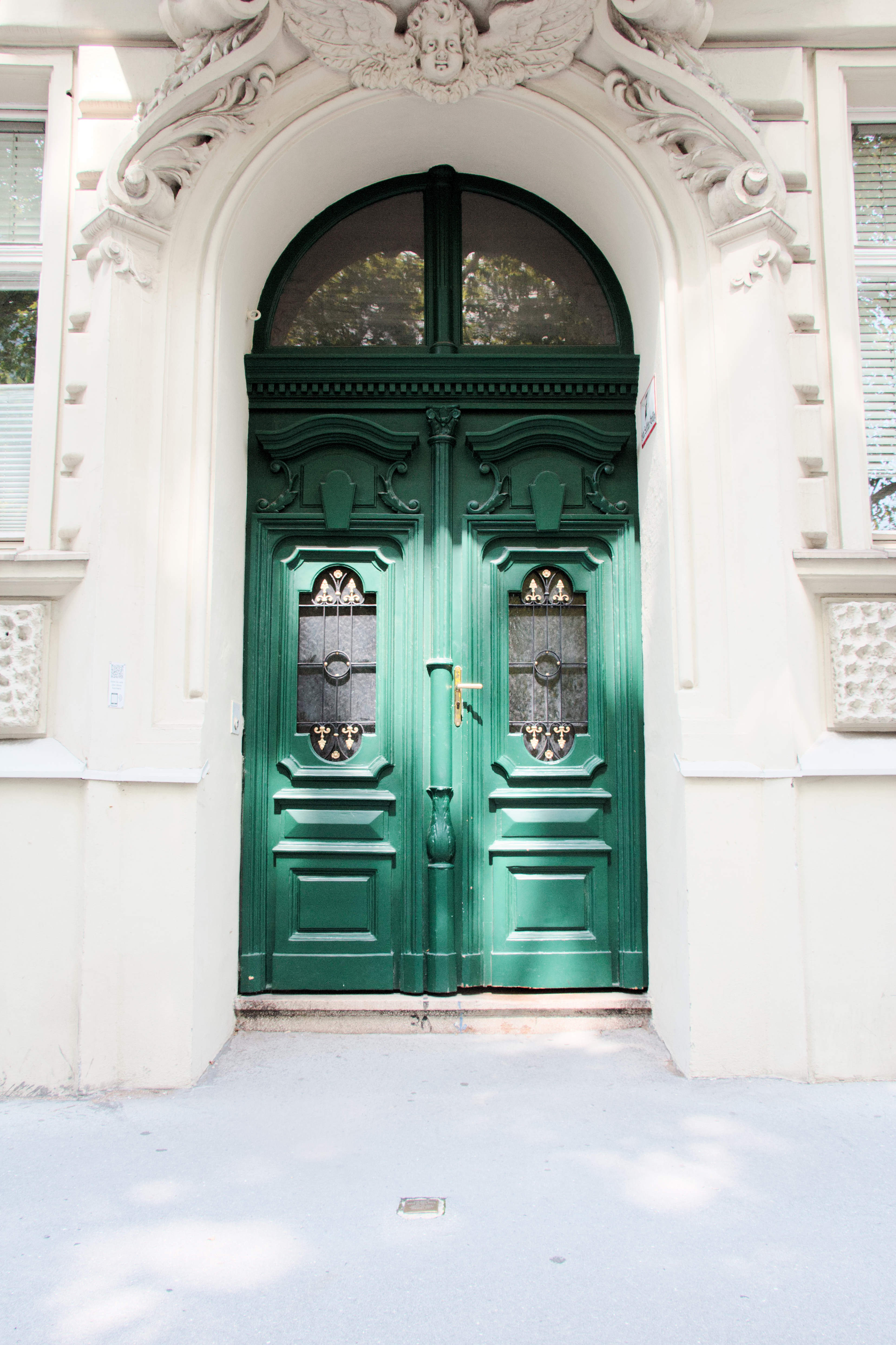
Portal Hubert-Sattler-Gasse 7 mit Stolperstein
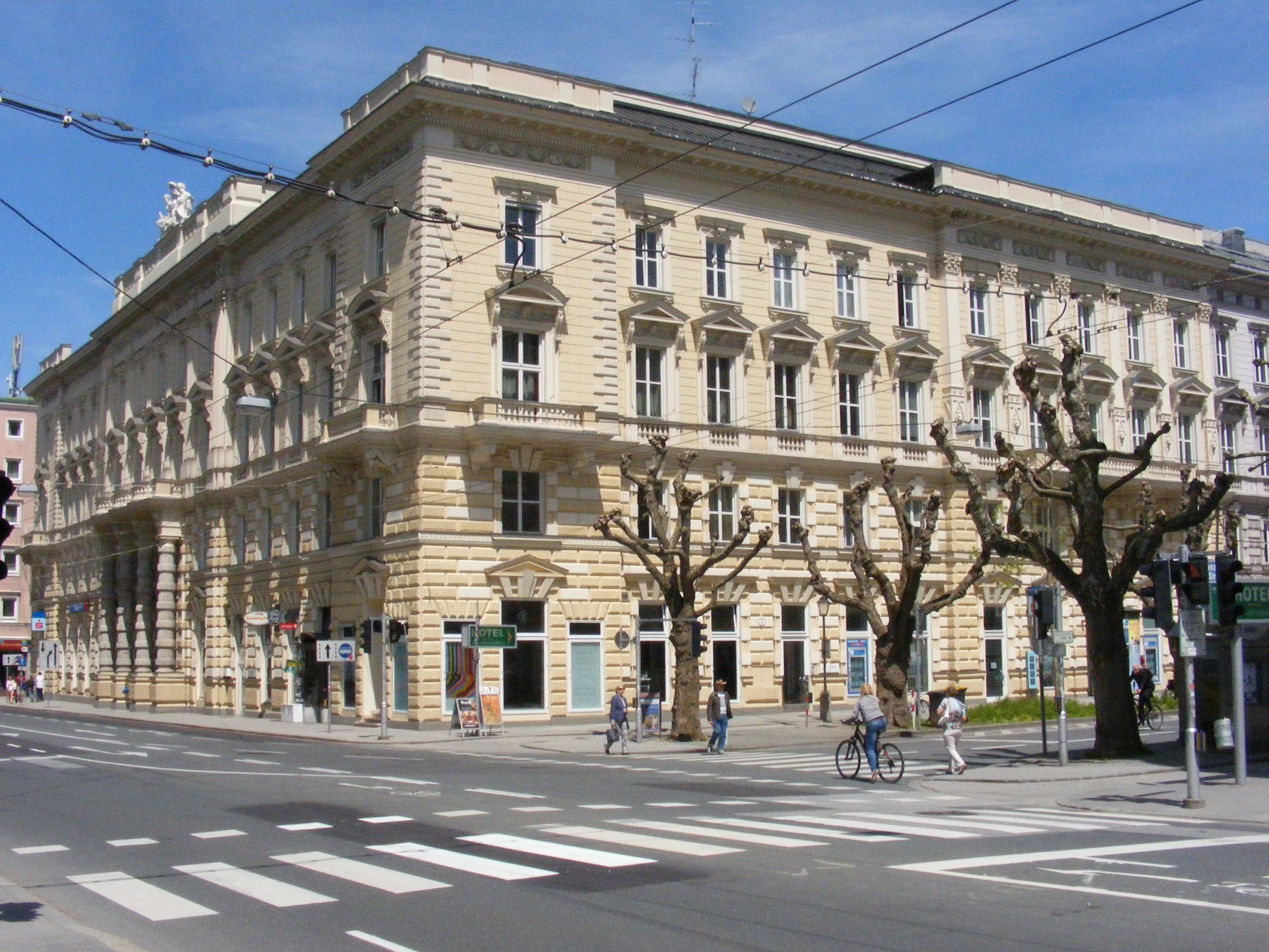
Faberhaus Rainerstraße 4
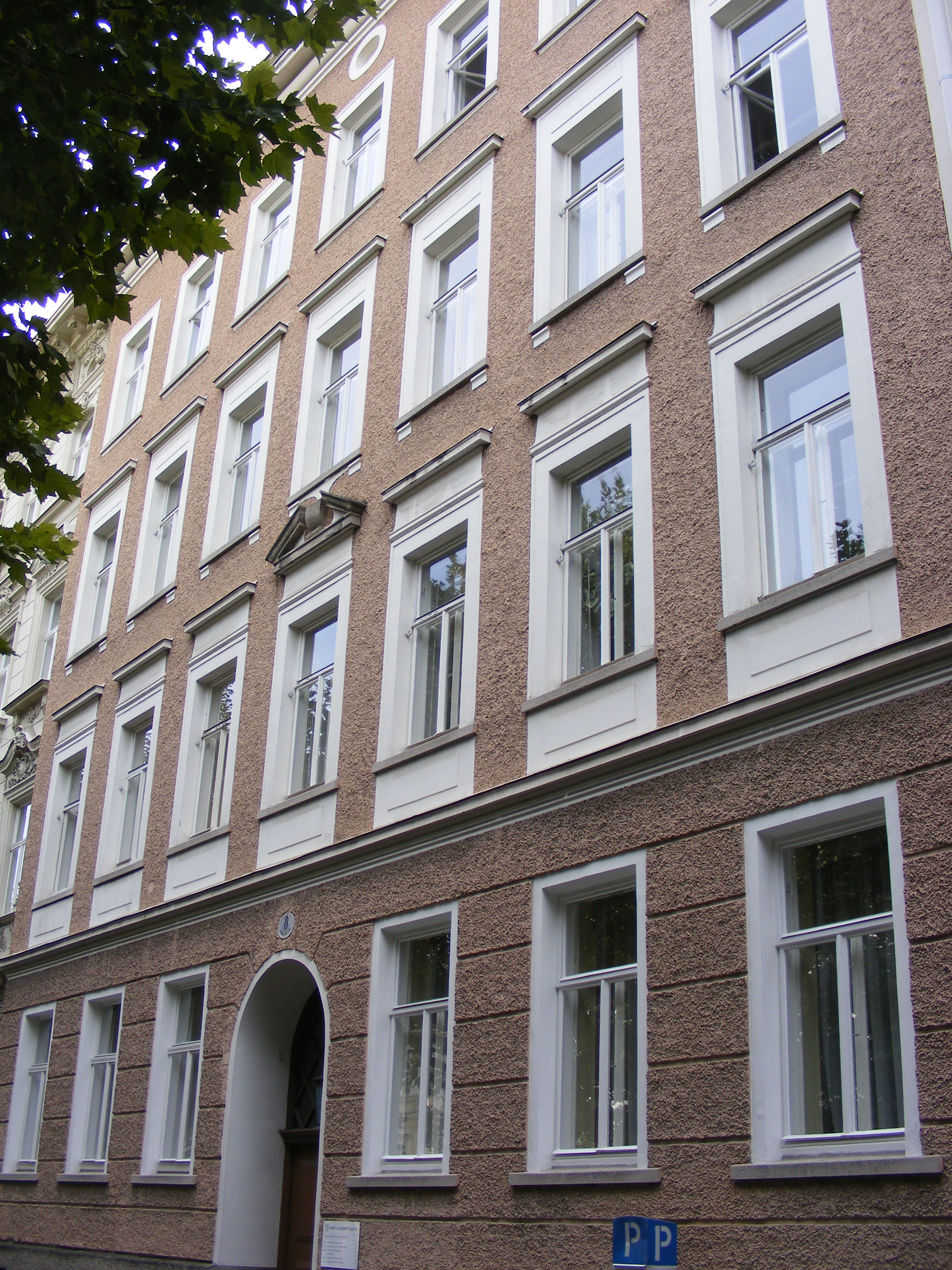
Hellerhaus Franz-Josef-Straße 8

#### Andräschule / Campus Mirabell

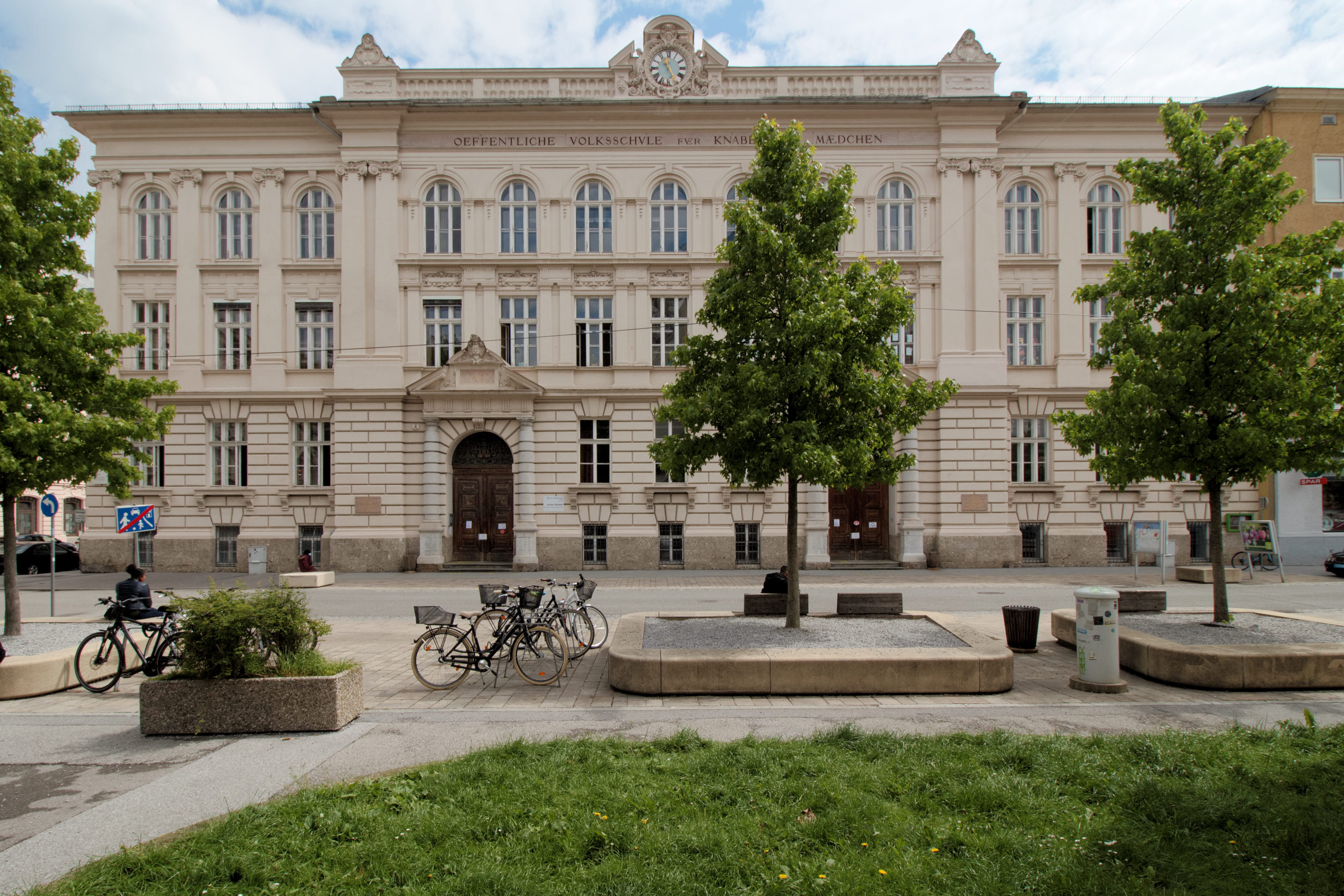
Volksschule Campus Mirabell an der Mirabellplatzseite

Der, wie viele andere Gebäude in der Umgebung aus der späten Gründerzeit stammende, u-förmige Bau Faberstraße 8 – Hubert-Sattler-Gasse 4 – Haydnstraße 3 begrenzt mit dem Haus an der Faberstraße den Mirabellplatz an seiner Ostseite. Es handelt sich dabei um die sog. Andräschule, benannt nach der Kirche und dem Stadtviertel, seit 2014 unter dem offiziellen Namen Campus Mirabell. Der Gebäudekomplex beherbergt eine Volksschule und eine Mittelschule.
Aufgrund des zunehmenden Bedarfs nach einer Schule im Neustadtbereich beschloss man 1889 die Errichtung einer solchen. Das Schulgebäude wurde vom Salzburger Stadtbauamt geplant, unter Valentin Ceconi errichtet und am 11. September 1893 fertiggestellt. Dagegen geben Hoffmann und Krejs eine Bauzeit von 1891/92 an. Hier werden auch die nachfolgend genannten Baukosten angegeben. Schobersberger gibt überhaupt das Jahr 1900 als Fertigstellungstermin an.
Als Baukosten werden 563.900 Kronen angegeben, was einem Gegenwert von knapp 4,1 Mio. Euro entspricht.
Wenige Tage nach Fertigstellung nahmen darin die Knaben- und Mädchenvolksschule St. Andrä und die Knabenbürgerschule St. Andrä ihren Betrieb auf. Während des Ersten Weltkriegs war ein Lazarett im Gebäude untergebracht, die Schüler wurden bis 1919 in einem anderen Schulgebäude in der nahen Paris-Lodron-Straße unterrichtet. Umgekehrt mussten während des Zweiten Weltkriegs Schüler der weiter entfernten Plainschule in der Elisabeth-Vorstadt im Bürger- bzw. Hauptschultrakt an der Haydnstraße unterrichtet werden, da das Schulgebäude in der Plainstraße 1939 von der NS-Wehrmacht in Beschlag genommen worden war. Bei Bombenangriffen gegen Kriegsende wurde der Haydnstraßentrakt schwer getroffen, nach dem Krieg waren zeitweise ehemalige Kriegsgefangene dort untergebracht.
Beide Schulen werden seit 1979 koedukativ geführt. Die dann als Öffentliche Volksschule für Knaben und Mädchen St. Andrä bezeichnete Schule firmiert seit 2014 als Volksschule Campus Mirabell. Die nachmalige Hauptschule Haydnstraße sowie die Technische Hauptschule Hubert-Sattler-Gasse sind seit 2009 eine Mittelschule, ab 2014 unter der Bezeichnung Neue Mittelschule Campus Mirabell, seit dem Schuljahr 2020/2021 – wie alle Neuen Mittelschulen – nur als Mittelschule Campus Mirabell. 2004 besuchten rund 750 Jungen und Mädchen diese Schulen, 2013 hatten 82 Prozent aller Schüler der Mittelschule Deutsch nicht als Muttersprache.
Im Jahr 1909 stellte im mirabellplatzseitigen Gebäude Albert Einstein erstmals öffentlich seine Spezielle Relativitätstheorie vor. Eine Gedenktafel erinnert an dieses Ereignis. Eine weitere Gedenktafel an diesem Trakt widmet sich dem Schuldirektor Josef Reischenböck, der als Widerständler Opfer des NS-Regimes wurde.
1923 wurde im Trakt an der Hubert-Sattler-Gasse ein Schulbad eingerichtet, das von den Schülern einmal wöchentlich in Anspruch genommen werden konnte. Das Bad war späterhin als städtisches Wannen- und Brausebad St. Andrä für die Öffentlichkeit zugänglich. Der Betrieb dieser letzten öffentlichen Badeanstalt in der Stadt Salzburg wurde am 1. Juli 2002 eingestellt.

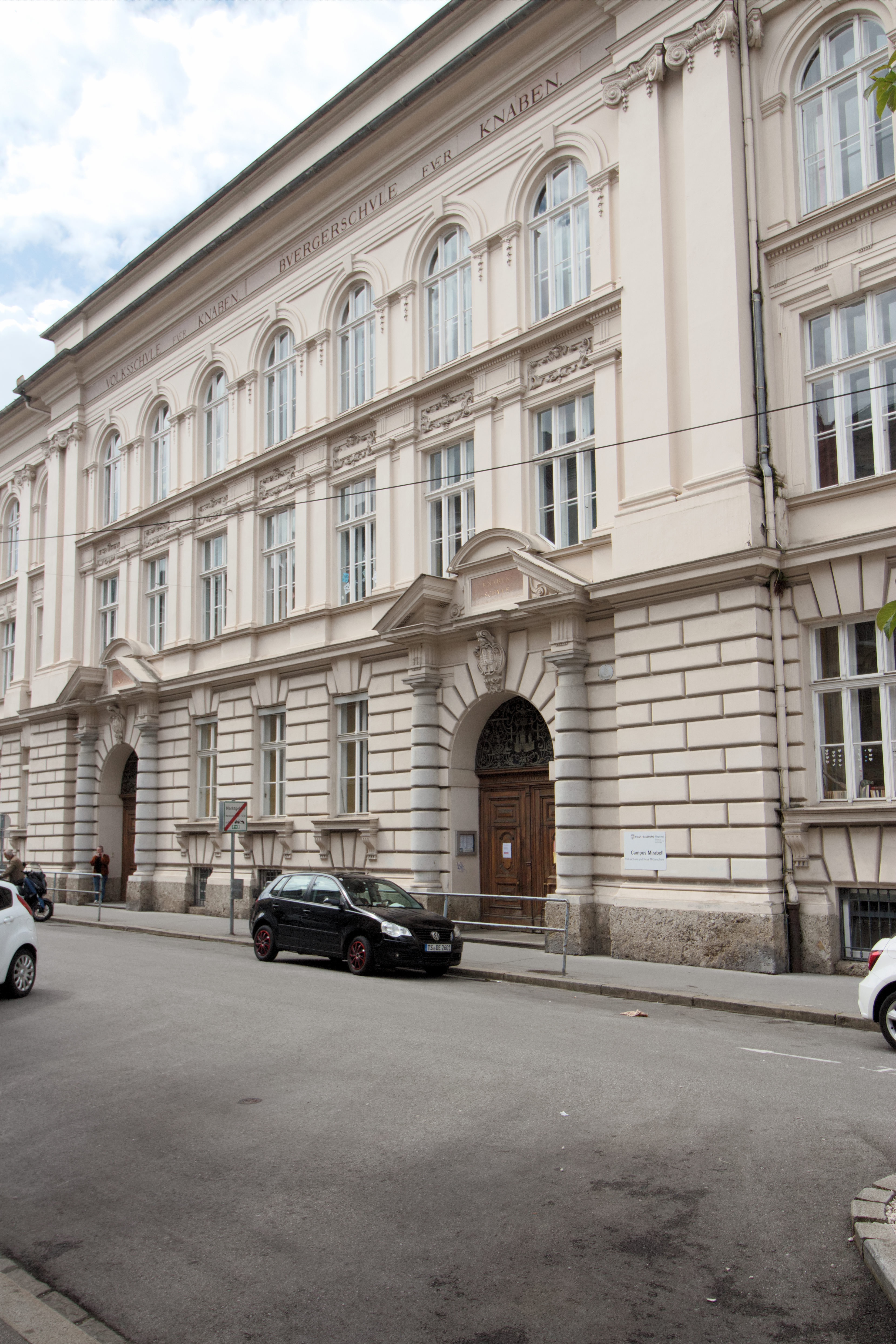
Gebäudetrakt an der Hubert-Sattler-Gasse
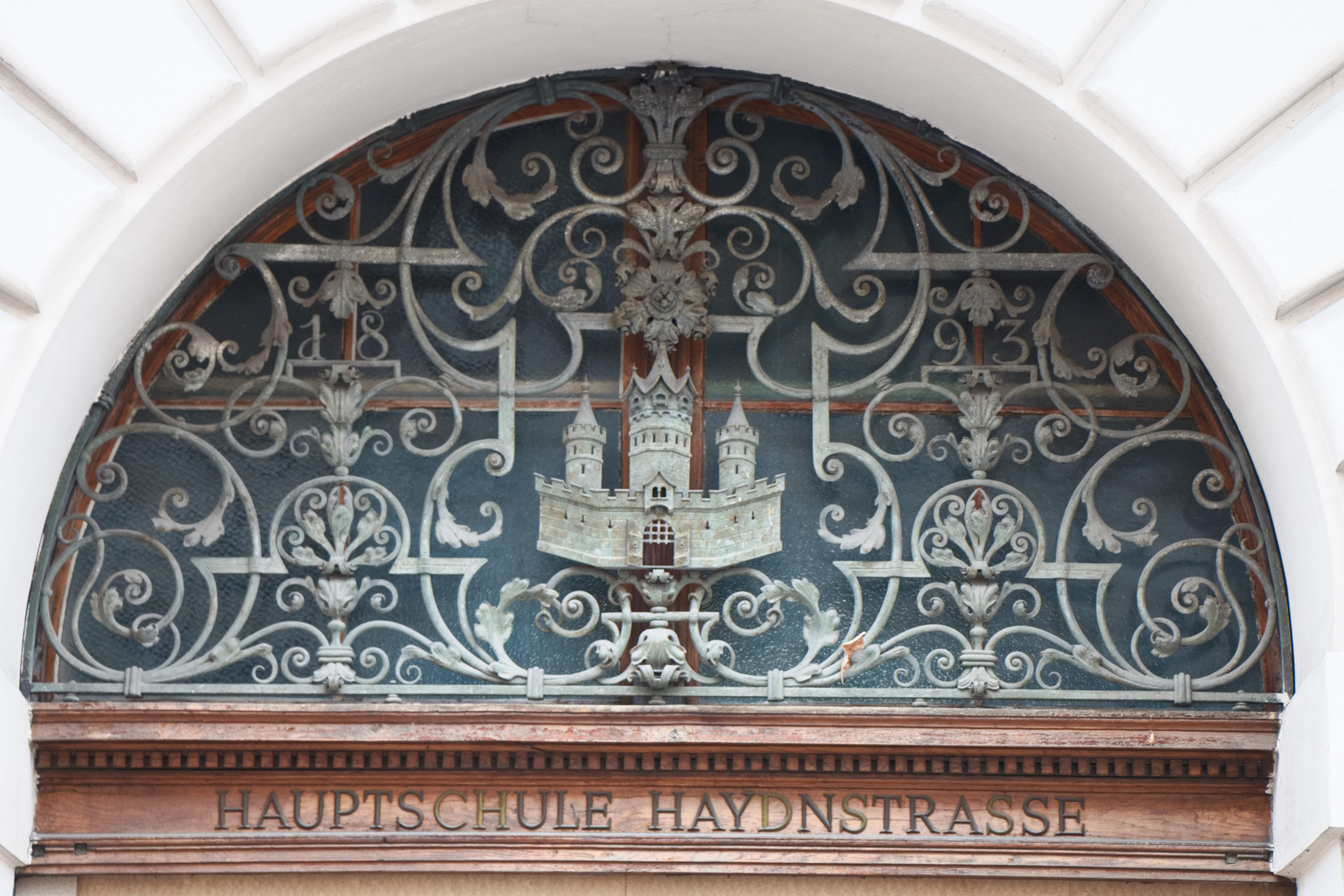
Detail am Eingang Haydnstraße
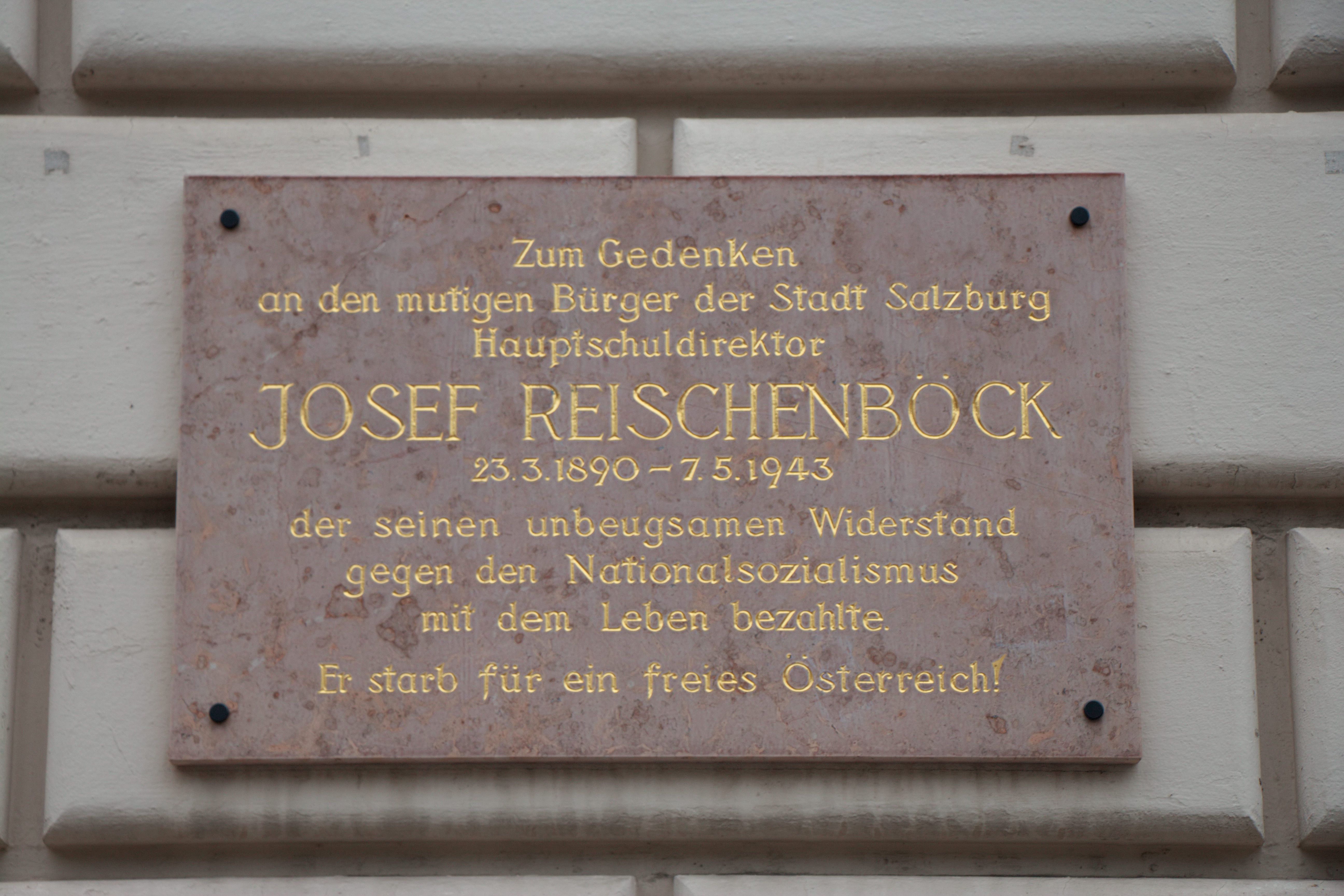
Gedenktafel für den von den Nazis ermordeten Schuldirektor Josef Reischenböck
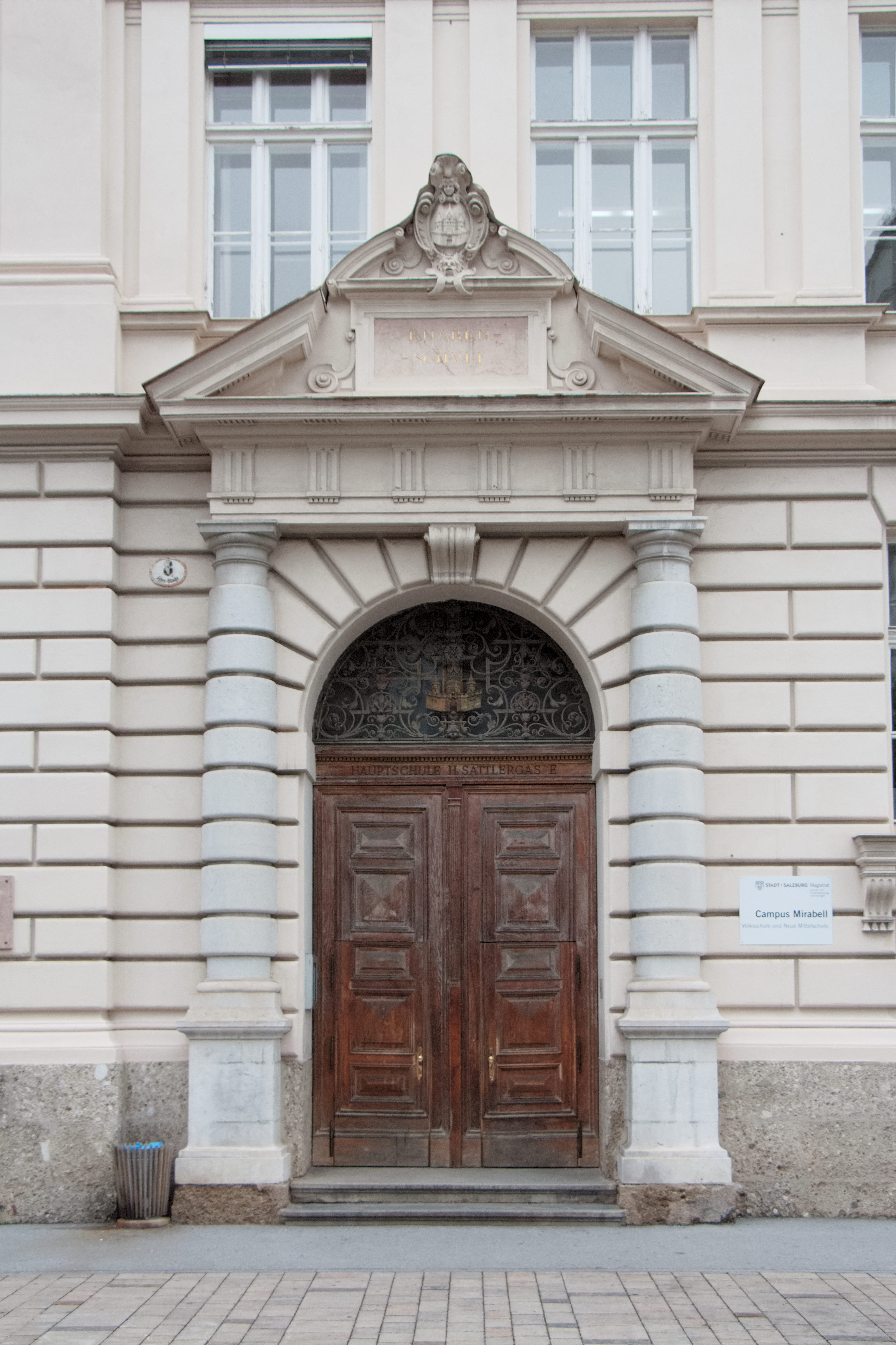
Portal an der Mirabellplatzseite

#### Andere umgebende Gebäude
An den faberstraßenseitigen Schultrakt schließen sich mit den Häusern Faberstraße 6 und dem Eckhaus Schrannengasse 5 zwei Wohn- und Geschäftshäuser an. Zusammen mit den Gebäuden Schrannengasse 7 und 7A und dem Haus Haydnstraße 1 bilden sie ein an die Andräschule anschließendes Karree mit Innenhof. Im Haus Schrannengasse 7 befindet sich die Salzburger Niederlassung des Dorotheums.
Die Gebäude Schrannengasse 2 und 4 entstanden etwa Mitte des 20. Jahrhunderts und dienen Geschäfts- und Wohnzwecken.

## Gewerbliche Nutzung des Platzes

### Parkraumbewirtschaftung

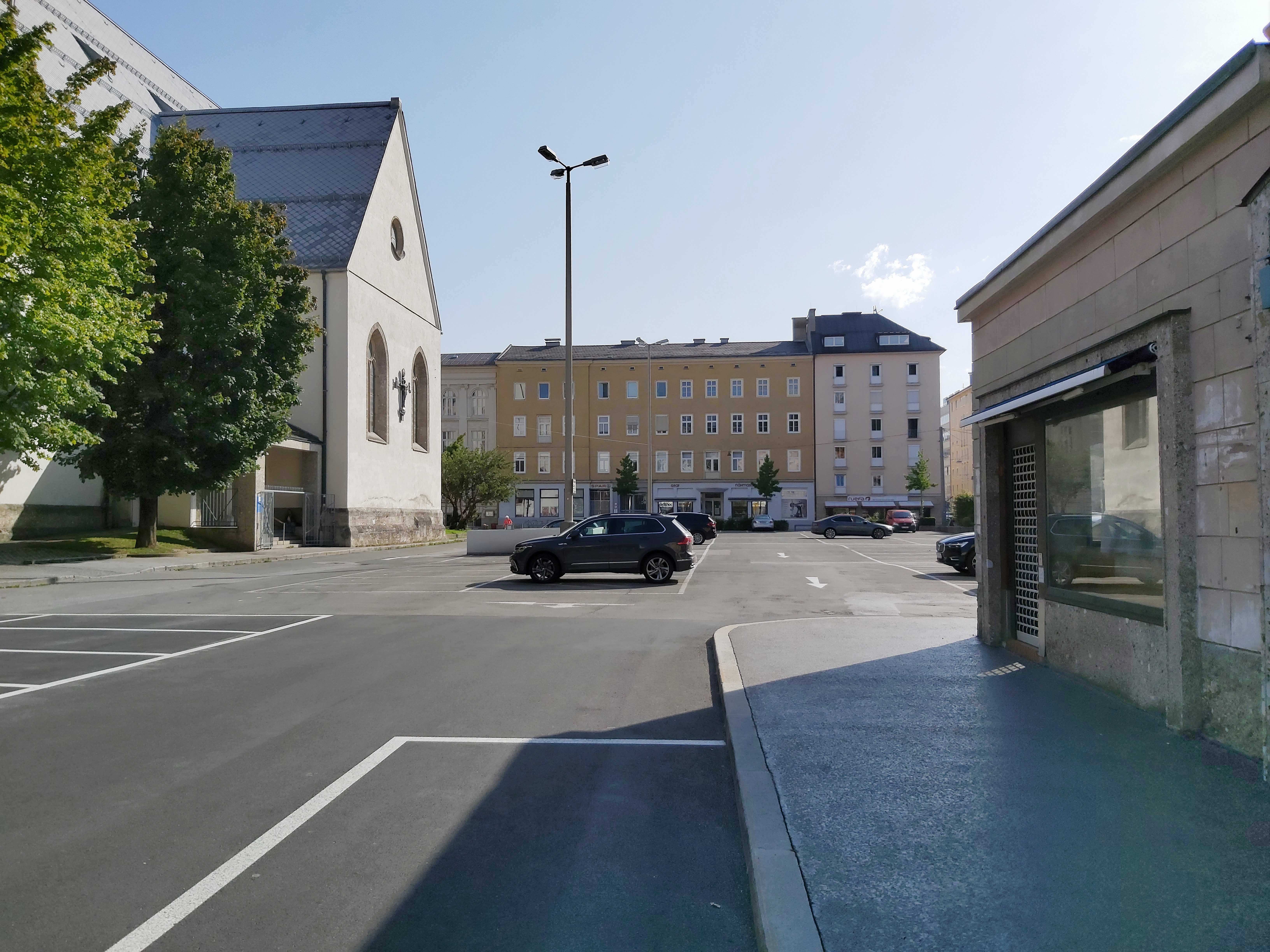
Parkplatz südlich der Andräkirche

Der Platz unmittelbar um die Andräkirche dient größerenteils als Parkraum. Zudem befindet sich seit 1974 unterhalb des Parkplatzes eine Tiefgarage (Kassengebäude mit der Adresse Mirabellplatz 5B). Beide Stellbereiche sind für Pkw vorgesehen und im städtischen Parkleitsystem unter der Bezeichnung Mirabell oder Mirabellgarage ausgewiesen. Die Tiefgarage wird unter dem Namen Mirabell-Congress-Garage von der Contipark Parkgaragengesellschaft betrieben. Mit Congress wird auf das nahegelegene neue Salzburger Kongresshaus in der Rainerstraße Bezug genommen.

### Schrannenmarkt
Allwöchentlich findet an Donnerstagen (wenn Feiertag am Mittwoch) vormittags auf dem Platz um die Kirche und in der Hubert-Sattler-Gasse ein auch im Umkreis der Stadt weithin bekannter und beliebter Wochenmarkt, der Schrannenmarkt oder kurz die Schranne, statt.
Das historische Schrannengebäude (bestehend von 1788 bis 1944) war ein Lager- und Handelsplatz für Getreide. Im 19. Jahrhundert wurde um die Schranne mit Holz, Heu und Stroh gehandelt. Gegen Ende des Jahrhunderts bürgerte es sich ein, dass die Händler – ohne Genehmigung der damals zuständigen Landesbehörde – zusätzlich einige Lebensmittel für den Detailverkauf anboten, besonders Eier, Geflügel, Butter und Schmalz. Der Handel damit wurde mit Jahresbeginn 1906 verboten. Eine bald darauf geänderte Marktordnung der Stadt Salzburg erlaubte dann ab Juni des Jahres das Abhalten eines Wochenmarkts an Donnerstagen für den Verkauf von bäuerlichen Produkten.
Die Beteiligung seitens der Händler war anfangs nur sehr gering, obwohl die Bedeutung des Markts für die Versorgung der Bevölkerung schon um die Jahrhundertwende recht groß gewesen war. Ab den 1920er und 1930er Jahren florierte dann der Schrannenmarkt. Während des Zweiten Weltkriegs kam der Handel zum Erliegen, nach Kriegsende wurde der Markt in der Franz-Josef-Straße beim Neuen Grünmarkt (bis dort erstreckt sich der heutige Markt in der Hubert-Sattler-Gasse) neu belebt. Im Juli 1955 kehrte er an den Platz um die Andräkirche zurück.
1960 wurde zur Versorgung der Marktstände ein Marktbrunnen, der Marktfrauenbrunnen, aufgestellt. Die Brunnenfigur Die Marktfrau stammt vom Salzburger Bildhauer Herbert Trapp. Während der Bauarbeiten für die Tiefgarage wich der Markt von 1974 bis 1976 auf die umliegenden Straßen aus und der Brunnen wurde an die Hubert-Sattler-Gasse verlegt. Der Marktfrauenbrunnen ist einer von 28 städtischen Brunnen mit Trinkwasser.
Heute gilt der Schrannenmarkt als einer der größten und bekanntesten Märkte Österreichs. In der Hochsaison bieten rund 190 Händler aus der Region ihre Waren zum Verkauf an, an guten Tagen wird die Schranne von rund 9000 Menschen besucht. Die Nachfrage seitens der Händler an Standplätzen ist so groß, dass man für die Zuteilung mit einer Wartezeit von bis zu zehn Jahren rechnen muss.
Verkauft wird von 5 bis 13 Uhr ein umfangreiches Angebot an Lebensmittel wie Obst und Gemüse, Tierprodukte aller Art, Backwaren, saisonal Verfügbares wie Beeren und Pilze oder Selbstgemachtes aus bäuerlichen Haushalten. Des Weiteren finden sich Kräuter, Naturprodukte, Blumen und dergleichen. Ergänzt wird das Angebot unter anderem durch Korbwaren oder die Dienste eines Messer- und Scherenschleifers. Der Großteil aus dem Obst- und Gemüseangebot stammt von den landwirtschaftlichen Versorgungsbetrieben aus Salzburgs Nachbargemeinde Wals-Siezenheim. Etliche der Händler kommen aus dem nahen Oberösterreich, fallweise auch aus weiter entfernten Gegenden wie Linz, dem Lungau oder aus der Steiermark.

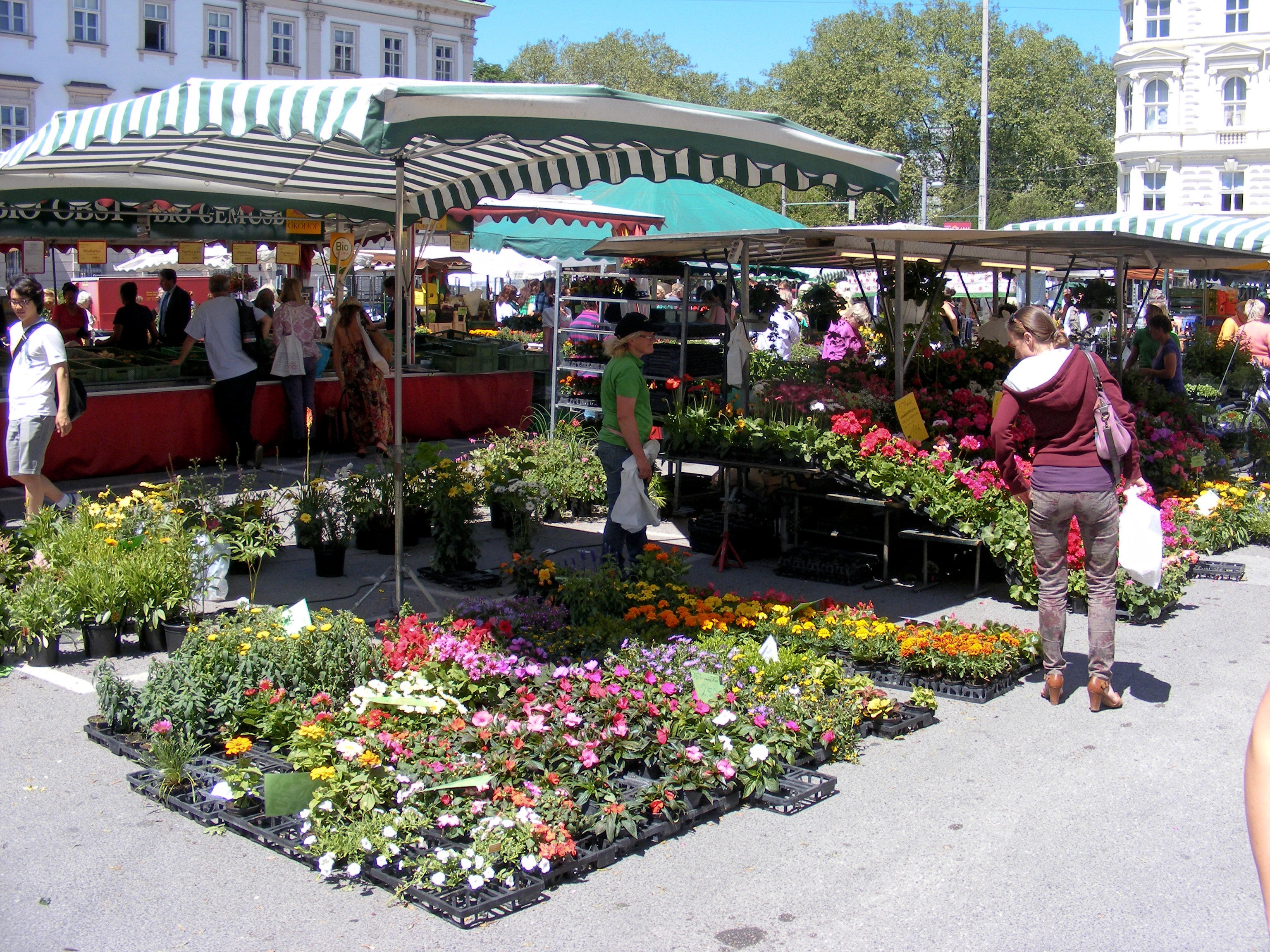
Blumenstand auf der Schranne
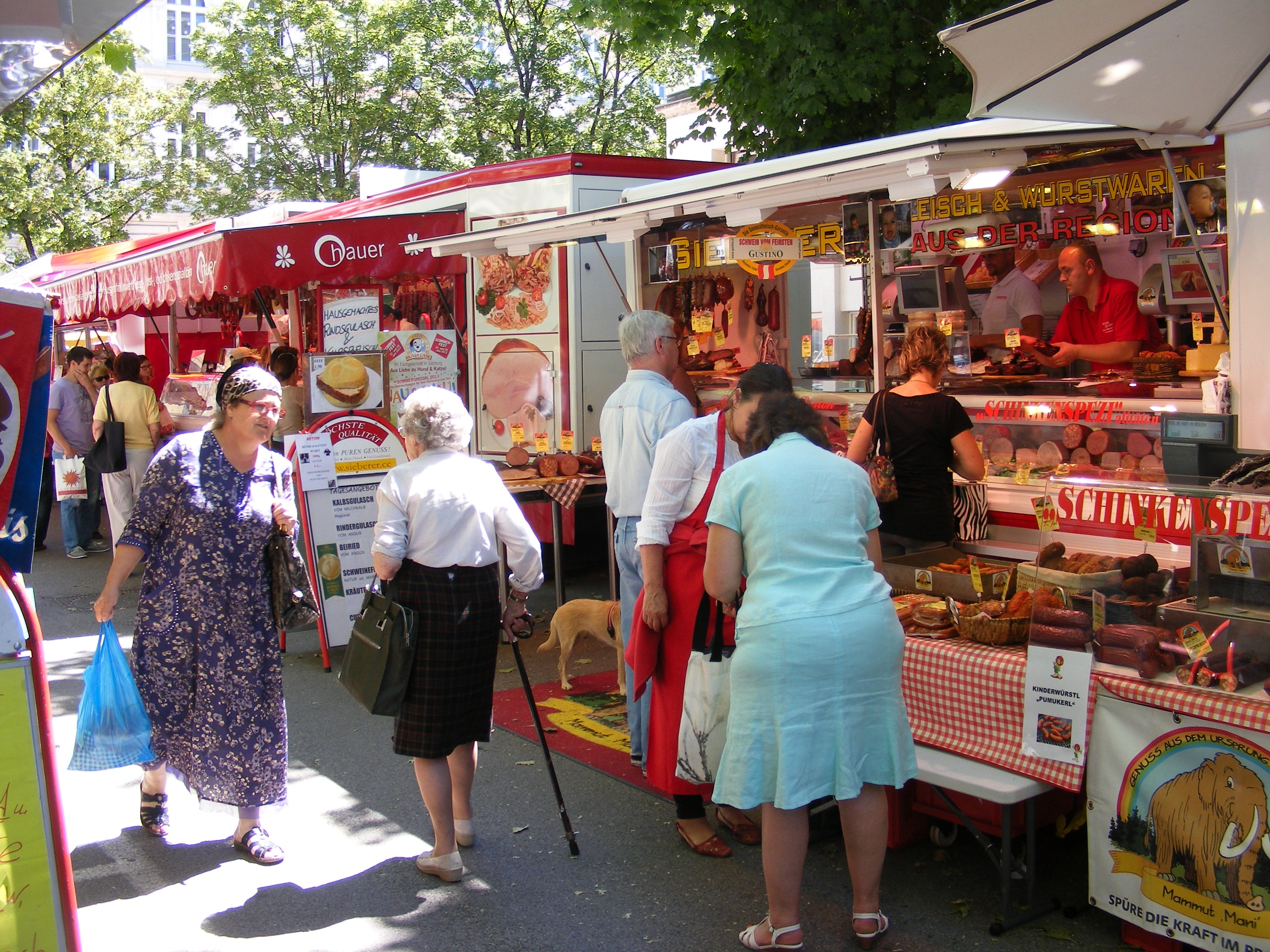
Besucher und Stände
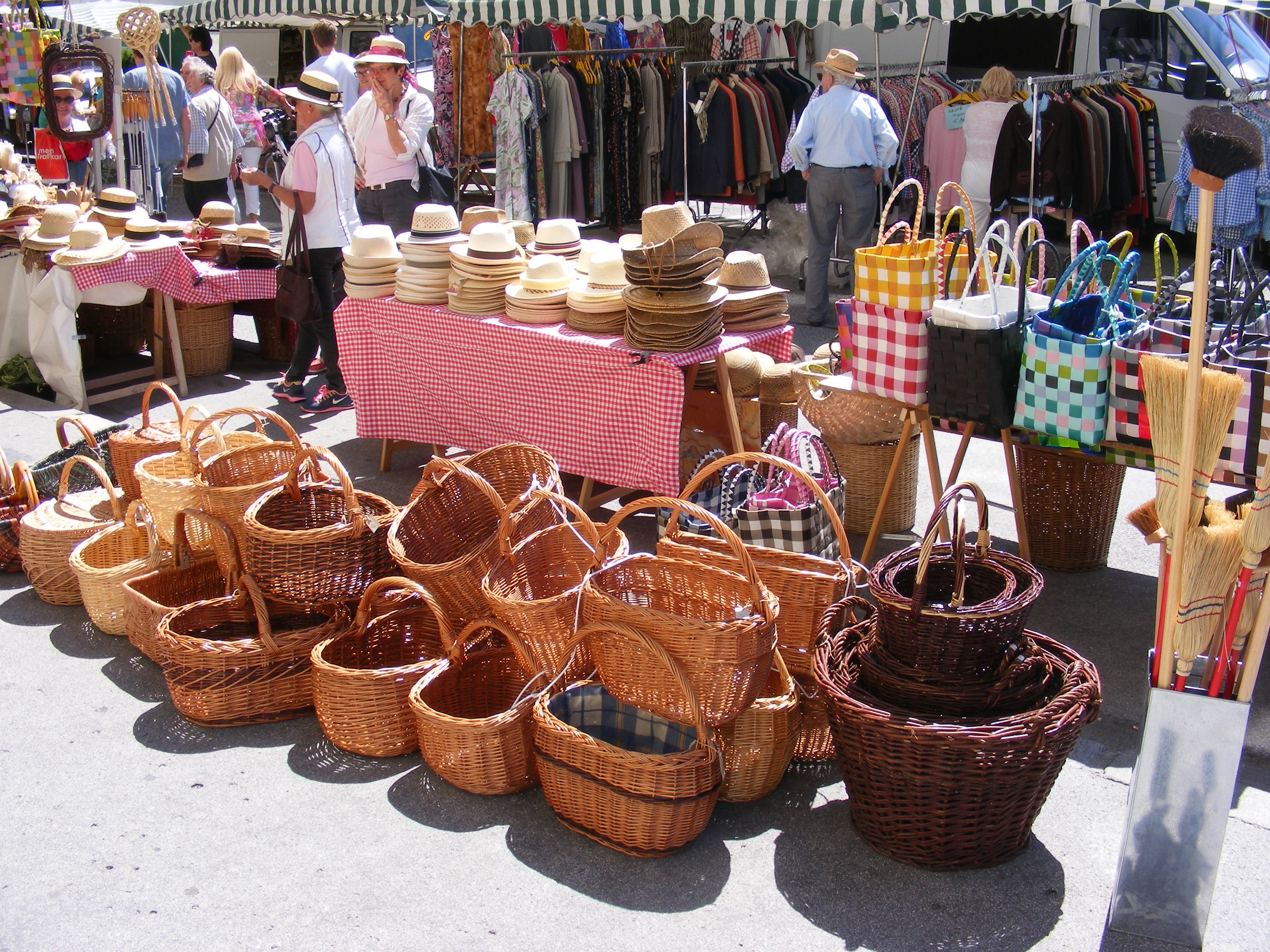
Neben Lebensmitteln gibt es auch Korbwaren zu erwerben.
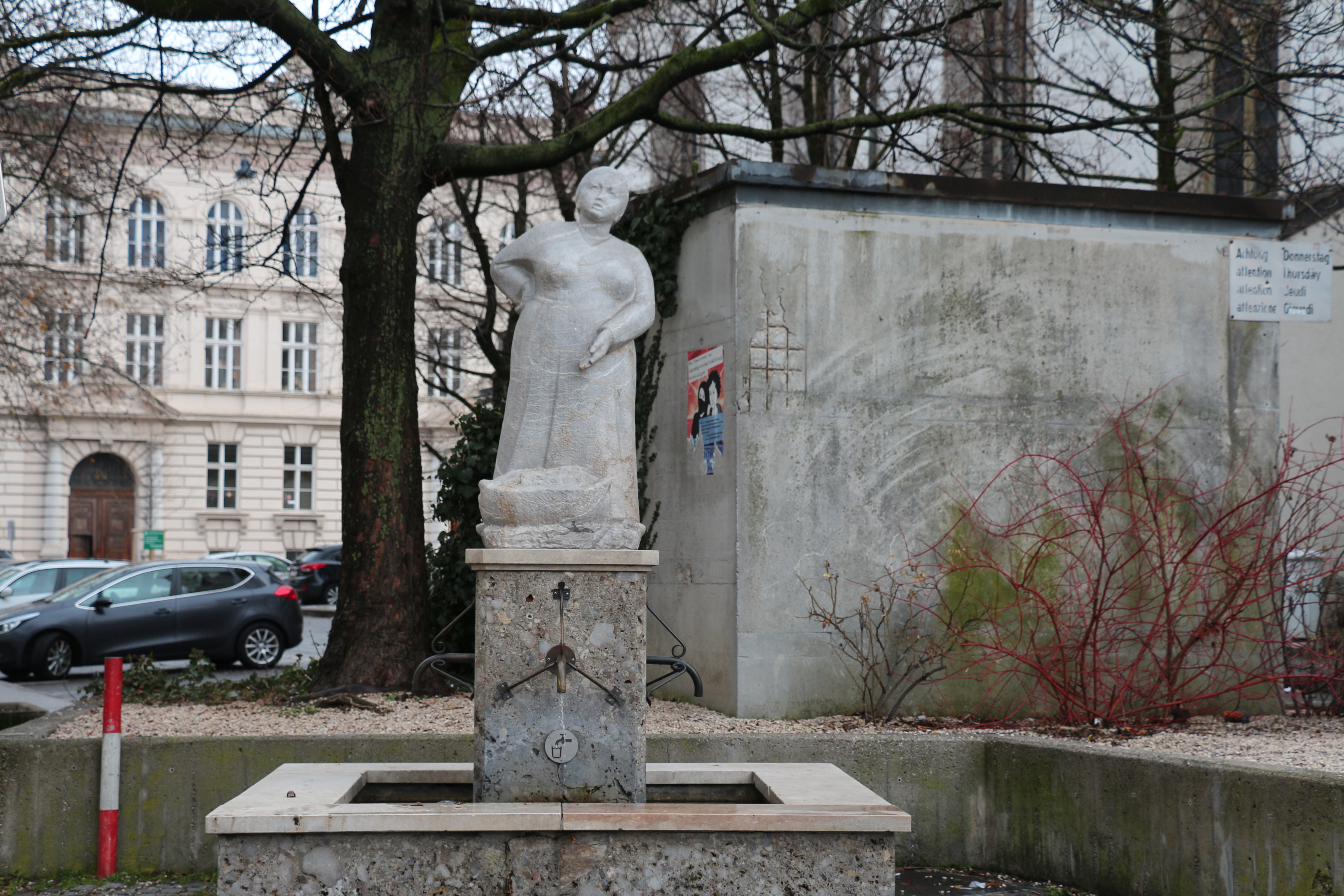
Marktfrauenbrunnen

### Weihnachtsmarkt am Mirabellplatz

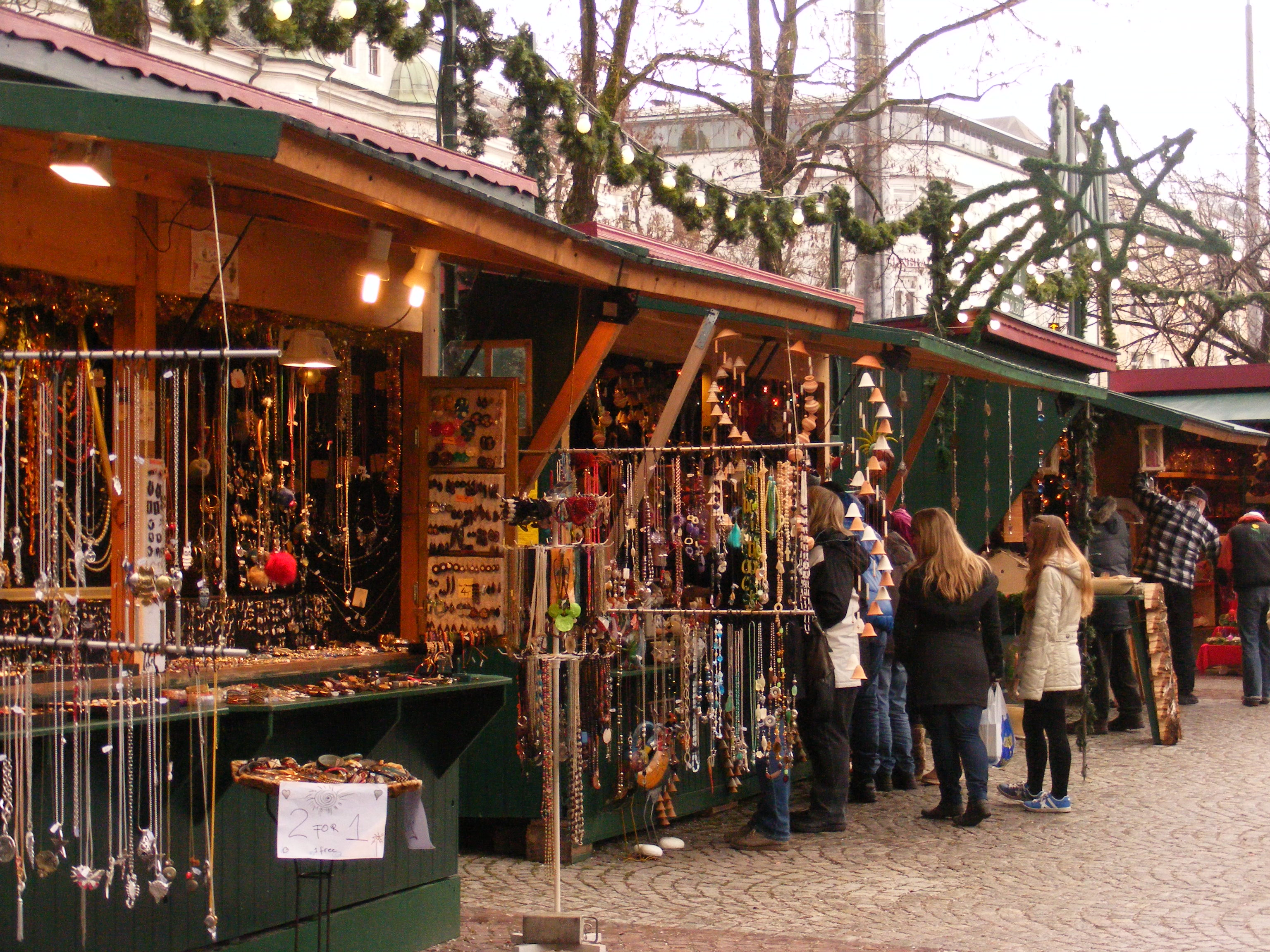
Auf dem Weihnachtsmarkt am Mirabellplatz

Ab 1946 wurde im nächstgelegenen Kurpark ein Christkindlmarkt abgehalten, der schon 1948 auf den Mirabellplatz übersiedelte und dort bis 1974 abgehalten wurde. Dann wechselte er auf den Domplatz. In der Tradition des Marktes an diesem Ort wurde nach einer längeren Pause 1990 vor dem Schlossgebäude und der Mauer zum Mirabellgarten der Weihnachtsmarkt am Mirabellplatz ins Leben gerufen, der seither alljährlich ab der zweiten Novemberhälfte hier stattfindet.
In rund 15 Verkaufshütten gibt es täglich von 10 bis 20 Uhr ein gemischtes Angebot an jahreszeitlichen Produkten und Waren sowie den Ausschank von Heißgetränken. Die Verkäufer kommen fast durchwegs aus der Stadt Salzburg und aus Gemeinden des Flachgaus und Tennengaus.

## Verkehr

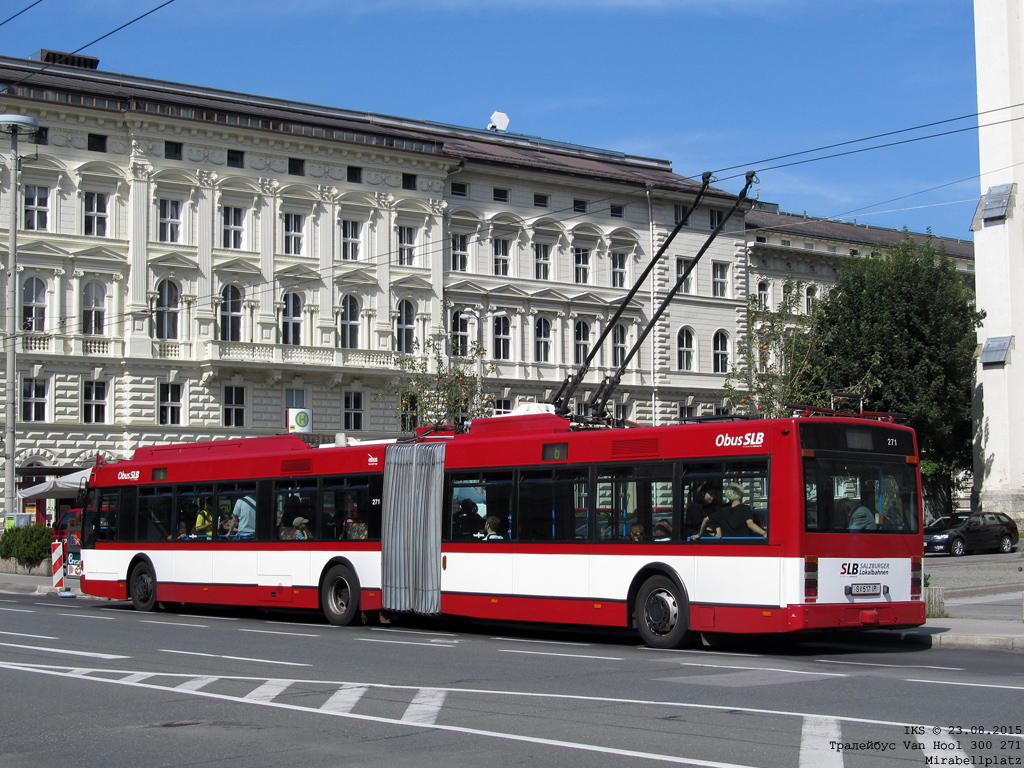
Obus der Linie 6 an der Haltestelle Mirabellplatz Richtung Hauptbahnhof

Der Mirabellplatz ist für den Privatverkehr keine Drehscheibe und liegt in keinem wesentlichen Durchzugsbereich. Der Platz ist hauptsächlich in Hinblick auf die Parkmöglichkeiten von größerer Bedeutung.
Bedeutsamer hingegen ist der Mirabellplatz für den öffentlichen Verkehr. Es gibt fünf Bushaltestellen, eine für die Postbusse des Regionalverkehrs und Busse ins angrenzende Bayern, die anderen werden von den städtischen Obuslinien 1, 2, 3, 5, 6 und 14 sowie von den städtischen Buslinien 21, 22, 25 und von der Buslinie 151 auf den Gaisberg angefahren.
Zwei private Fuhrunternehmen bieten ausgehend vom Mirabellplatz Ausflugsfahrten für Touristen in die nähere und weitere Umgebung an.
Im Zuge der Entwicklung der Regionalstadtbahn Salzburg soll der Mirabellplatz vom Lokalbahnhof kommend eine Station des durch die Stadt Richtung Süden führenden Schienenverkehrs werden. Der Baubeginn war ursprünglich für 2023 angesetzt, verzögert sich aber aufgrund von Einwänden seitens einer Bürgerbewegung.
Auf dem Mirabellplatz befindet sich eine von vier Luftgüte-Messstationen im Stadtbereich.